# Audi
Audi (Німецька: [ˈʔaʊ̯diː ˈʔaːˈgeː] ( прослухати), укр. Ауді) — з 1909 року німецький виробник автомобілів. Штаб-квартира розташована в місті Інгольштадт. У 1928 році компанію купує Йорген Расмуссен. Нині компанія займається виготовленням престижних автомобілів.
Витоки компанії сягають початку XX століття, коли початкові підприємства (Horch і Audiwerke), засновані інженером Августом Горхом, і два інших виробники (DKW і Wanderer), об'єднуються в компанію Auto Union 1932 року. Сучасна епоха Audi почалася в 1960-х роках, коли Auto Union придбала компанія Volkswagen у фірми Daimler-Benz. Після перезапуску бренду Audi із введенням в 1965 році серії Audi F103 Volkswagen об'єднав Auto Union з NSU Motorenwerke в 1969 році, створюючи таким чином сучасну компанію.
Назва компанії базується на латинському перекладі прізвища засновника Августа Горха. «Горх», що означає «слухай» німецькою мовою, стає «audi» латинською мовою. Чотири кільця логотипу Audi представляють одну з чотирьох автомобільних компаній, які об'єдналися для створення попередника Audi — Auto Union. Гасло Audi — «Vorsprung durch Technik», що означає «Прогрес через технології». Однак Audi USA використовувала гасло «Правда — в інженерії» з 2007 по 2016 рік, а з 2016 року взагалі не використовувала слоган. Audi разом із BMW та Mercedes-Benz є одними з найкращих марок розкішних автомобілів у світі.

## Август Горх. Заснування компанії August Horch Automobilwerke GmbH
Автомобільна компанія Wanderer була створена в 1885 році, а пізніше стала філією Audi AG. Ще одна компанія, NSU, яка пізніше об'єдналася в Audi, була заснована в цей же час і згодом постачала шасі для чотириколісного автомобіля Готтліба Даймлера.
14 листопада 1899 серпня Август Горх (1868-1951) створив компанію A. Horch & Cie в районі Еренфелд в Кельні. 1902 року він переїхав зі своєю компанією до міста Райхенбах-ім-Фогтланд. 10 травня 1904 року він заснував акціонерне товариство August Horch & Cie. Motorwagenwerke AG у Цвіккау (Саксонія).
Після неприємностей з головним фінансовим директором компанії Horch Август Горх залишив Motorwagenwerke й заснував у Цвіккау 16 липня 1909 року свою другу компанію August Horch Automobilwerke GmbH. Але колишні партнери звинуватили його в порушенні прав на торгову марку. Німецький Рейхсхерміст (Верховний Суд) у Лейпцигу врешті вирішив, що бренд Horch належить його колишній компанії.

## Компанії Audi Automobilwerke GmbH Zwickau та Audiwerke AG Zwickau

Август Горх

Згодом Августу Горху було заборонено використовувати «Horch» як торговельне найменування своєї нової компанії, тоді він організував зустріч з близькими діловими друзями — Полем і Францем Фікенхером з Цвіккау. У квартирі Франца Фікенхера вони обговорили, як запропонувати нову назву для компанії. Під час цієї зустрічі син Франца спокійно вивчав латинську мову в кутку кімнати. Кілька разів він ніби хотів був сказати щось, але просто «ковтав» слова і продовжував працювати, поки нарешті не вимовив: «Батьку — audiatur et altera pars …чи не було б чудовою ідеєю назвати її audi замість horch?». «Horch!» німецькою мовою означає «Слухай!» або «слухати», а слово «Audi» в особливій наказовій формі «audire» означає «слухати» латинською мовою. Ідея з ентузіазмом була прийнята всіма учасниками зустрічі. 25 квітня 1910 року Audi Automobilwerke GmbH Zwickau (з 1915 року перейменована на Audiwerke AG Zwickau) була зареєстрована в реєстрі компанії і реєстраційному суді Цвіккау.
Перший автомобіль Audi Type A 10/22HP Sport-Phaeton (16 кВт) був випущений того ж року, а наступним став Type B 10/28PS, також у 1910 році.
Audi розпочали з 2612-кубового рядного чотирициліндрового двигуна моделі Type A, а потім з'явилась 3564-кубова модель, а також 4680-кубова і 5720-кубова моделі. Ці машини були успішними навіть у спортивних змаганнях. Перша шестициліндрова модель Type M, 4655 см3, з'явилася в 1924 році.

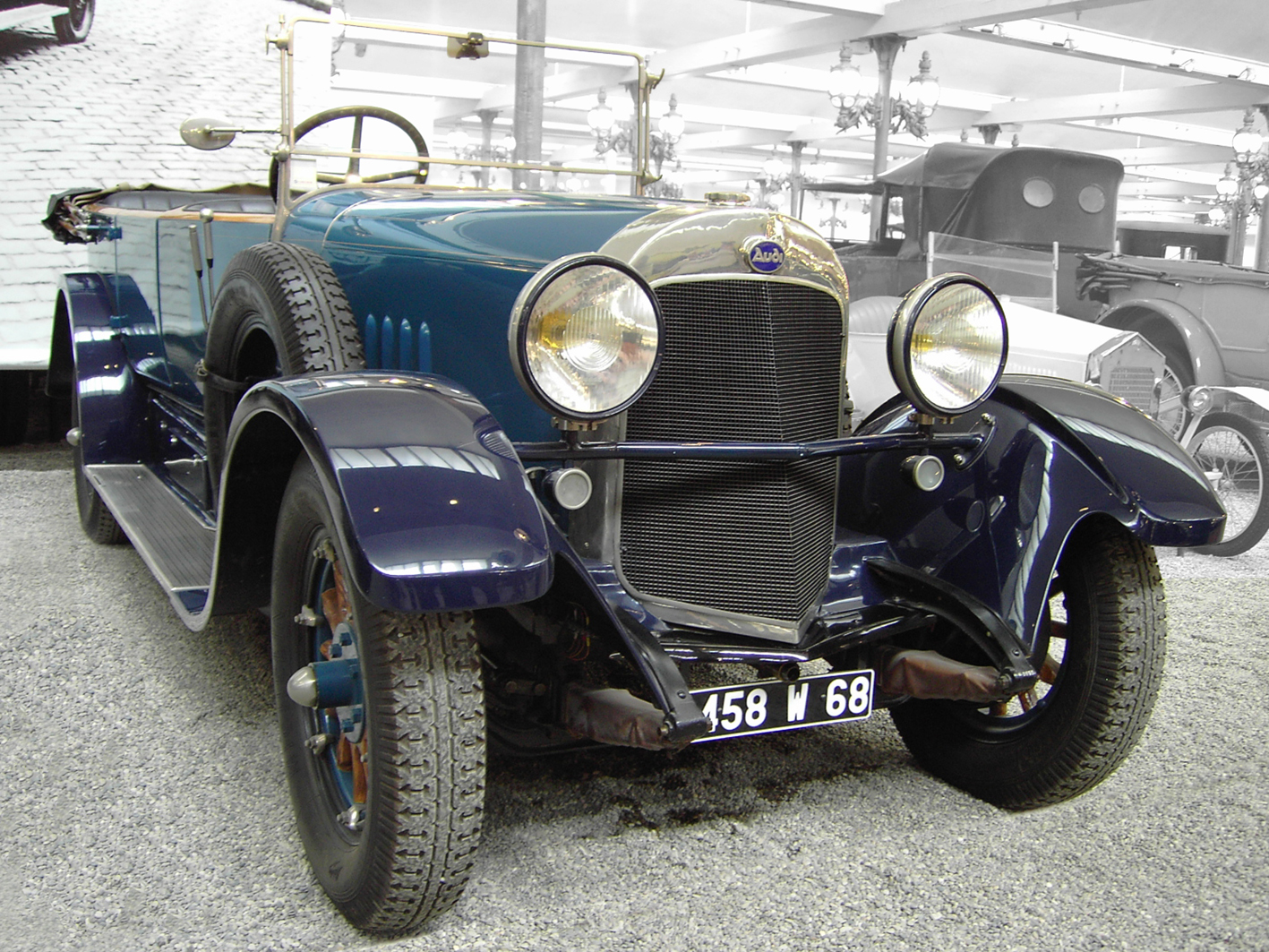
Audi Typ A

Август Горх залишив Audiwerke у 1920 році через високу посаду в міністерстві транспорту, але він все ще був пов'язаний з Audi як член піклувальної ради. У вересні 1921 року Audi став першим німецьким виробником автомобілів, який представив серійну машину Audi Type K із лівим розташуванням керма. Лівий рух розповсюджувався і запанував у 1920-х роках, оскільки він забезпечував кращий огляд зустрічного руху, що робило обгони безпечнішими.

## Об'єднання чотирьох компаній під логотипом чотирьох кілець. Компанія Auto Union
У серпні 1928 року власник Dampf-Kraft-Wagen (DKW) Йорген Расмуссен придбав більшу частину акцій Audiwerke AG. У тому ж році Расмуссен купив залишки американського виробника автомобілів Rickenbacker, зокрема виробниче обладнання для восьмициліндрових двигунів. Ці двигуни використовувались на моделях Audi Zwickau та Audi Dresden, які були випущені в 1929 році. Водночас виготовлялись шестициліндрові та чотирициліндрові (чотирициліндрові з двигунами Peugeot) моделі. Автомобілі Audi тієї епохи були розкішними автомобілями, оснащеними спеціальними кузовами.
У 1932 році Audi об'єдналася з компаніями Horch, DKW і Wanderer, щоб утворити Auto Union AG у Хемніці. Саме в цей період компанія запропонувала Audi Front, яка стала першою європейською машиною, що поєднувала в собі шестициліндровий двигун з переднім приводом. Автомобіль використовував трансмісію від Wanderer, але повернуту на 180°, так що привідний вал був попереду.
До Другої світової війни Auto Union використовував чотири взаємопов'язані кільця, які зараз  утворюють логотип Audi, що представляє ці чотири бренди. Проте цей логотип використовувався тільки на гоночних автомобілях Auto Union, тоді як компанії-учасники використовували власні назви та емблеми. Технологічний розвиток ставав дедалі концентрованішим, і деякі моделі Audi були оснащені двигунами Horch або Wanderer.
Відображаючи економічний тиск періоду, Auto Union у 1930-х роках поступово концентрувався на маленьких автомобілях, тож до 1938 року бренд компанії «DKW» складав 17,9 % німецького авторинку, а Audi — лише 0,1 %. Після того, як остання Audi була виготовлена в 1939 році, назва «Audi» зовсім зникла з ринку нових автомобілів на більш ніж два десятиліття.
Як і більшість німецьких виробників, після початку Другої світової війни заводи Auto Union були переобладнані для військового виробництва, а тому стали об'єктами для бомбардувань союзників під час війни.

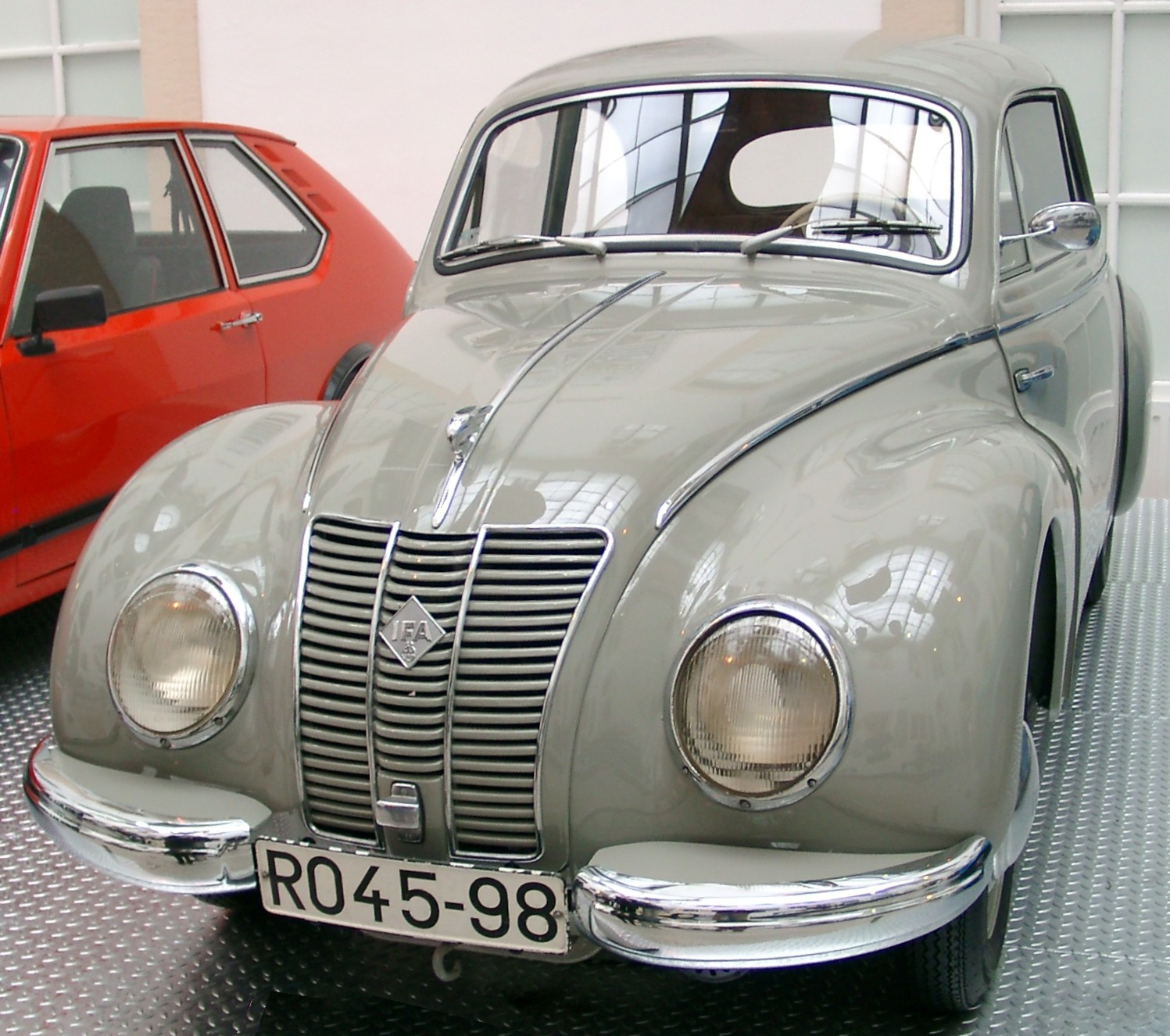
IFA F9

У 1945 році заводи були захоплені радянською армією й за наказом військової адміністрації Радянського Союзу їх розібрали в рамках військових репарацій. Після цього всі активи компанії були експропрійовані без компенсації. 17 серпня 1948 року Auto Union AG з Хемніца був виключений з комерційного реєстру. Ці дії призвели до ліквідації німецької компанії Auto Union AG. Залишки заводу Audi у Цвіккау стали Volkseigener Betrieb («народне підприємство») Automobilwerk Zwickau, або AWZ (укр. — Автомобільний завод Цвіккау).
Не маючи перспектив відновити виробництво в Східній Німеччині, що перебувала під контролем Радянського Союзу, керівники Auto Union розпочали процес переміщення залишків компанії до Західної Німеччини. Наприкінці 1945 року в Інгольштадті, Баварія, були обрано приміщення, щоб розпочати виробництво запасних частин. Ці приміщення в кінцевому підсумку стануть штаб-квартирою реформованого Auto Union у 1949 році.
Колишній завод Audi в Цвіккау відновив збірку довоєнних моделей у 1949 році. Ці моделі DKW були перейменовані в IFA F8 та IFA F9 і були подібними до західнонімецьких версій. Західно- та східнонімецькі моделі оснащувалися традиційними та відомими двотактними двигунами DKW. Завод у Цвіккау виготовляв сумно відомий Trabant до 1991 року, коли потрапив під керування Volkswagen і припинив виробництво власних моделей, як і Audi з 1945 року.
Нова західнонімецька штаб-квартира Auto Union була відкрита в Інгольштадті за допомогою кредитів уряду Баварії та плану Маршалла. Реформована компанія була запущена 3 вересня 1949 року і продовжувала традицію DKW щодо виробництва автомобілів з переднім приводом та двотактними двигунами. Модельний ряд включав виготовлення невеликого, але міцного 125-кубового мотоцикла, і розвізного фургона DKW F89 L в Інгольштадті. Приміщення в Інгольштадті були великими, складалися з великого комплексу колишніх військових будівель, які підходили як для адміністрації, так і для зберігання та розподілу автомобілів. Але на цьому етапі в Інгольштадті не існувало жодного спеціалізованого заводу, придатного для масового виробництва автомобілів: для виготовлення перших післявоєнних масових легкових автомобілів компанією в Дюссельдорфі було орендовано приміщення фірми Rheinmetall-Borsig. Лише через десять років компанія залучила інвестора — тоді з'явилися кошти для будівництва великого автозаводу біля головного офісу в Інгольштадті.

## Відродження компанії Audi у власності фірми Volkswagen
У 1958 році, у відповідь на тиск з боку Фрідріха Фліка, найбільшого акціонера компанії, фірма Daimler-Benz придбала 87 % акцій компанії Auto Union, а в 1959 році було збільшено до 100 %. Проте невеликі двотактні машини не були центром інтересів Daimler-Benz, і хоча на початку 1960-х років були значні інвестиції в нові моделі Mercedes та Auto Union, це не принесло такої користі під час економічного буму, яку мали в той період конкуренти-виробники Volkswagen та Opel. Рішення продати компанію Auto Union було засноване на її недостатній рентабельності. За іронією долі, до того часу, коли вони продали бізнес, компанія мала великий новий завод і сучасний чотиритактний двигун, який був готовий до виробництва, що дозволило підприємству Auto Union з новим власником розпочати період прибуткового зростання, виробляючи не автомобілі Auto Union або DKW, а використовуючи назву «Audi», яку відродили в 1965 році, після 25-річного проміжку.
У 1964 році Volkswagen придбав 50 % акцій у бізнесі, до складу якого увійшли нові заводи в Інгольштадті, бренди DKW та Audi, а також права на нову конструкцію двигуна, який профінансувала компанія «Daimler-Benz», що, своєю чергою, володіла правами на закриту торгову марку Horch та заводом у Дюссельдорфі, який став складальним заводом Mercedes-Benz. Через півтора місяця Volkswagen купив повний контроль над Інгольштадтом і до 1966 року використовував запасні потужності заводу в Інгольштадті для складання додаткових 60000 Volkswagen Beetle на рік. Двотактні двигуни стали менш популярними в 1960-х роках, оскільки клієнтам були більш привабливими плавні в роботі чотиритактні двигуни. У вересні 1965 року DKW F102 оснащувався чотиритактним двигуном та модернізацією для передньої та задньої частини автомобіля. Volkswagen відмовився від бренду DKW через його асоціації з двотактною технологією і, класифікувавши модель F103 як внутрішню, продавали її просто як Audi. Пізніше розвиток цієї моделі називали за оцінками їх потужності та продавали як Audi 60, 75, 80 та Super 90, до 1972 року. Volkswagen був проти ідеї Auto Union як автономного об'єкта, що виробляв власні моделі, придбавши компанію для того, щоб збільшити власну виробничу потужність через складальні заводи в Інгольштадті — до того моменту, коли керівники Volkswagen наказали, щоб назва Auto Union та прапори з чотирма кільцями були вилучені із заводських будівель. Тоді керівник VW Хайнц Нордхофф явно заборонив Auto Union з будь-яким подальшим розвитком продукції. Побоюючись, що Volkswagen не має жодних довгострокових амбіцій для бренду Audi, інженери Auto Union під керівництвом Людвіга Крауса розробили першу Audi 100 в таємниці, без відома Нордхоффа. Коли представили закінчений прототип, Нордхофф був настільки вражений, що організував виробництво автомобіля, і коли його запустили у 1968 році, то отримав величезний успіх. З цією метою було завершено воскресіння бренду Audi, після чого відбулася поява першого покоління Audi 80 у 1972 році, що, в свою чергу, забезпечило шаблон для нового передьопривідного модельного ряду VW з водяним охолодженням, який дебютував з середини 1970-х років.
У 1969 році Auto Union об'єдналася з NSU, розташованою в Неккарзульмі, що поблизу Штутгарта. У 1950-х роках NSU був найбільшим у світі виробником мотоциклів, але згодом перейшов на виробництво невеликих автомобілів, таких як NSU Prinz, версії TT і TTS яких популярні й нині як вінтажні автомобілі. Пізніше NSU Motorenwerke зосередився на нових роторних двигунах, заснованих на ідеях Фелікса Ванкеля. 1967 року новий NSU Ro 80 став машиною, яка значно випередила свій час в технічних деталях, таких як аеродинаміка, легка вага та безпека. Проте, проблеми з роторними двигунами поклали край незалежності компанії NSU. Завод у Неккарзульмі сьогодні використовується для виробництва більших моделей Audi A6 та A8. Завод у Неккарзульмі також є штаб-квартирою «quattro GmbH» (з листопада 2016 року — «Audi Sport GmbH»), дочірньою компанією, відповідальною за розробку та випуск високопродуктивних моделей Audi: моделі R8 та модельного ряду «RS».

## Сучасна епоха
Нова об'єднана компанія була заснована 1 січня 1969 року і була знана як Audi NSU Auto Union AG, штаб-квартира якої була розташована на заводі NSU Motorenwerke у Неккарзульмі, і тоді вперше після довоєнної епохи з'явилася Audi як окрема торгова марка. Volkswagen представив бренд Audi в США до 1970 модельного року. У тому ж році середньорозмірний автомобіль, над яким працювали у NSU, K70, що спочатку призначався для розташування у модельному ряді між задньомоторними моделями Prinz і футуристичним NSU Ro 80, був замість цього запущений як Volkswagen.

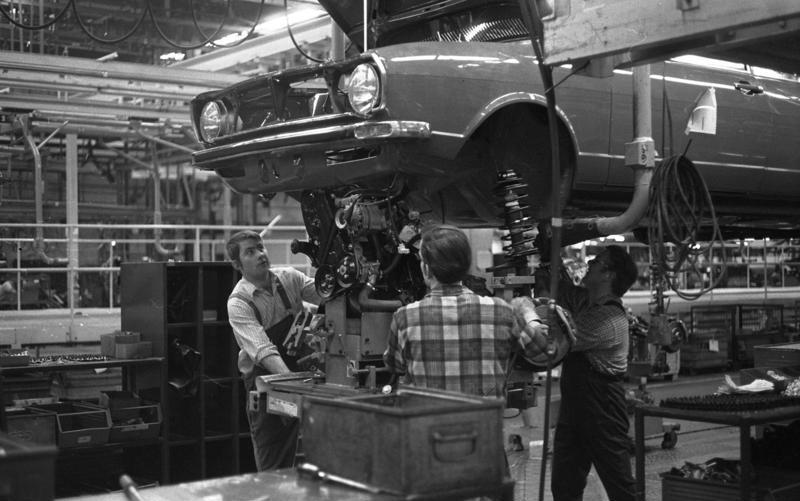
Складальна лінія Audi 80 у Вольфсбургу 1973 року

Після запуску Audi 100 у 1968 році, у 1972 році вийшов Audi 80/Fox (що послужив основою для Volkswagen Passat 1973 року), і Audi 50 (пізніше перейменований на Volkswagen Polo) — у 1974 році. Audi 50 був оригінального дизайну, оскільки це було перше втілення концепту Golf/Polo, що призвело до надзвичайно успішного автомобіля в усьому світі. У кінцевому рахунку, Audi 80 та 100 (попередники A4 та A6, відповідно) стали найпродаванішими моделями компанії, тоді як були зроблені невеликі інвестиції в зникаючому модельний ряді NSU: моделі Prinz припинили виготовляти у 1973 році, а смертельна помилка NSU Ro 80 зникла з виробництва у 1977 році, фактично похоронивши бренд NSU. Виробництво Audi 100 поступово переміщалося з Інгольштадта в Неккарзульм впродовж 1970-их років з появою другого покоління C2 колишніх моделей в 1976 році, все виробництво здійснювалось на колишньому заводі NSU. Неккарзульм з цього моменту дав змогу випускати моделі Audi високого класу.

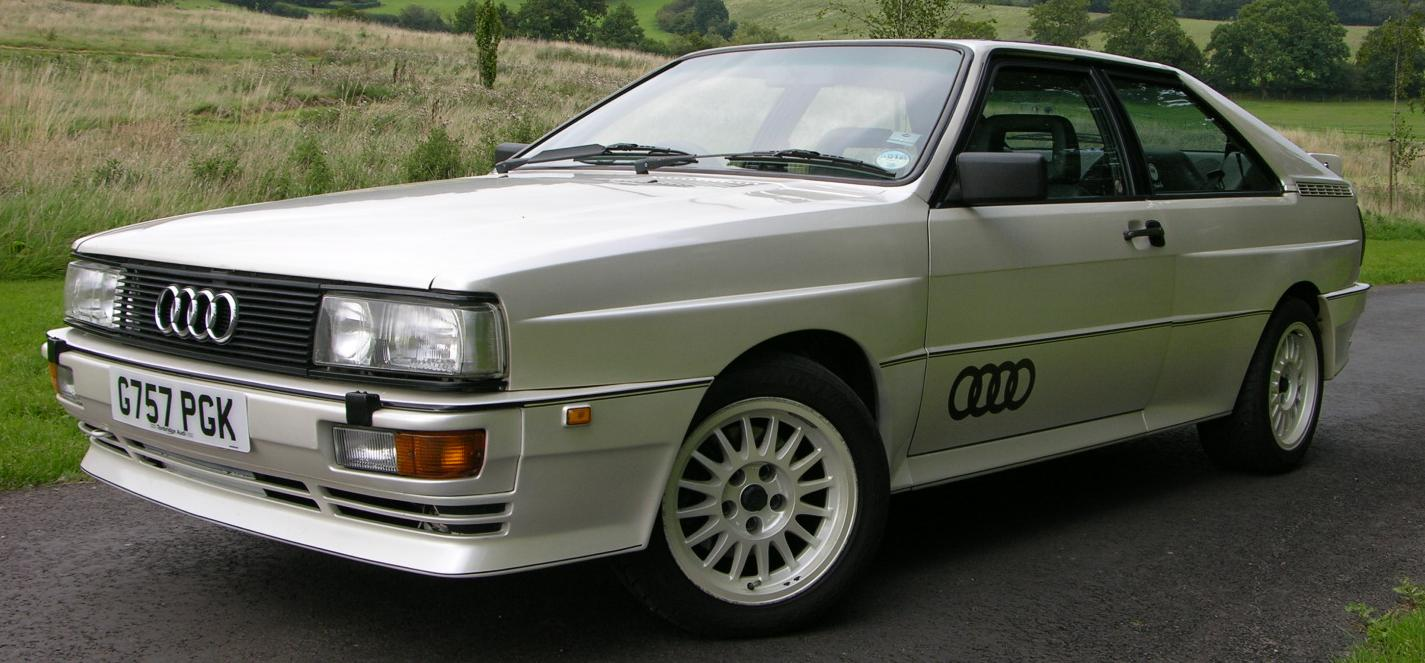
Audi Quattro

Імідж Audi в цей час був як консервативної компанії, і тому була прийнята пропозиція конструкції шасі інженера Йорга Бенсінгера з розробкою технології повного приводу на автомобілі Volkswagen Iltis для виходу гоночної і ралійної моделі Audi. Серійний автомобіль, що вийшов у 1980 році, отримав назву Audi Quattro, це було купе з турбонаддувом, яке також стало першим німецьким масовим автомобілем з постійним повним приводом через міжосьовий диференціал. Зазвичай автомобіль називають «Ur-Quattro» (префікс «Ur-» — це німецьке доповнення, в цьому випадку він означає «оригінальний» і застосовується також до першого покоління спортивних седанів Audi S4 і S6, як «UrS4» та «UrS6»), було виготовлено кілька таких машин (всі були виготовлені однією командою ручною працею), але модель мала великий успіх у ралі. Видатні перемоги довели життєздатність повнопривідних гоночних автомобілів, а марка Audi пов'язала себе з досягненнями в автомобільній техніці.
У 1985 році, коли марки Auto Union та NSU фактично зникли, офіційна назва компанії була скорочена просто до Audi AG. У той же час штаб-квартира компанії повернулася до Інгольштадта, і були сформовані дві нові дочірні компанії Auto Union GmbH і NSU GmbH для володіння та управління історичними товарними знаками, а також інтелектуальною власністю колишніх компаній (за винятком Horch, права на яку зберігала компанія Daimler-Benz після придбання фірмою VW) та спадщиною Audi.
У 1986 році, коли Audi 80, основана на базі Volkswagen Passat, почала розробляти своєрідний образ автомобіля «для дідусів», тоді з'явився type 89. Ця абсолютно нова розробка продавалася надзвичайно добре. Його сучасний і динамічний зовнішній вигляд приховував низьку потужність базового двигуна, а його базова комплектація була досить спартанською (навіть дзеркало з боку пасажира було опцією). 1987 року Audi запропонували нову і дуже елегантну Audi 90, яка мала набагато ширший набір стандартних опцій. На початку 1990-х років почали падати продажі серії Audi 80, почали проявлятися деякі основні конструкційні проблеми.
На початку ХХІ століття Audi виставили автомобілі на німецьку гоночну трасу для встановлення та побиття декількох світових рекордів, таких як максимальна швидкість та витривалість. Ці зусилля були в руслі спадщини компанії з гоночної ери автомобілів Silver Arrows 1930-х років.
На початку 1990-х років Audi почали захоплювати цільовий ринок автомобілів високого класу, щоб конкурувати з німецькими автовиробниками Mercedes-Benz і BMW. Все почалося з випуску Audi V8 у 1990 році. Це був, по суті, Audi 100/200 з новим двигуном і помітними відмінностями кузова. Найочевиднішою була нова решітка, яка тепер була поєднана з капотом.
До 1991 року модельний ряд Audi включав чотирициліндрову Audi 80, 5-циліндрові Audi 90 і Audi 100, турбовану Audi 200 і Audi V8. Також існувала версія купе Audi 80/90 з 4- і 5-циліндровими двигунами.
Попри те, що п'ятициліндровий двигун був успішним та надійним, він був дещо малим для цільового ринку. Із введенням повністю нової Audi 100 у 1992 році, Audi запропонували 2.8-літровий V6 двигун. Цей двигун також встановляли на модернізовану Audi 80 (моделі 80 і 90 тепер називалися просто Audi 80, за винятком ринку США), що дало цій моделі вибір із чотири-, п'яти- та шестициліндрового двигунів з типами кузова седан, купе та кабріолет.
П'ятициліндровий двигун незабаром був вилучений з основного каталогу двигунів. Однак версія з турбонаддувом, потужністю 230 к.с. (170 кВт), залишилася. Двигун, що спочатку встановлювали на 200 quattro 20V 1991 року, був похідним від двигуна, встановленого на Sport Quattro. Він встановлювався на Audi Coupé, перейменованого на S2, а також у кузов Audi 100, названий S4. Ці дві моделі стали початком масової серії потужних автомобілів S серії.
У листопаді 2016 року керівництво Audi висловило намір створити складальний завод у Пакистані, де місцевий партнер компанії придбав землі для заводу в Індустріальному парку Коранжі Крік у Карачі. Затвердження плану призведе до інвестування у новий завод 30 мільйонів доларів США.
У лютому 2020 року Volkswagen AG оголосив, що планує придбати всі акції Audi, якими він не володіє (загалом 0,36%), шляхом викупу відповідно до німецького законодавства про акціонерні товариства, таким чином зробивши Audi повністю дочірньою компанією Volkswagen Group. Ця зміна набула чинності з 16 листопада 2020 року, коли Audi стала повністю дочірньою компанією Volkswagen Group.
У січні 2021 року Audi оголосила, що планує продати 1 мільйон автомобілів у Китаї у 2023 році, тоді як у 2020 році цей показник становив 726 000 автомобілів.

## Раптове ненавмисне прискорення Audi 5000
Продаж у Сполучених Штатах впав після ряду повернень автомобілів з 1982 по 1987 роки моделі Audi 5000, пов'язаних з повідомленнями про випадки раптового ненавмисного прискорення, що призвело до шістьох смертельних та 700 нещасних випадків. У той же час NHTSA досліджували 50 моделей автомобілів від 20 виробників щодо раптових стрибків потужності.

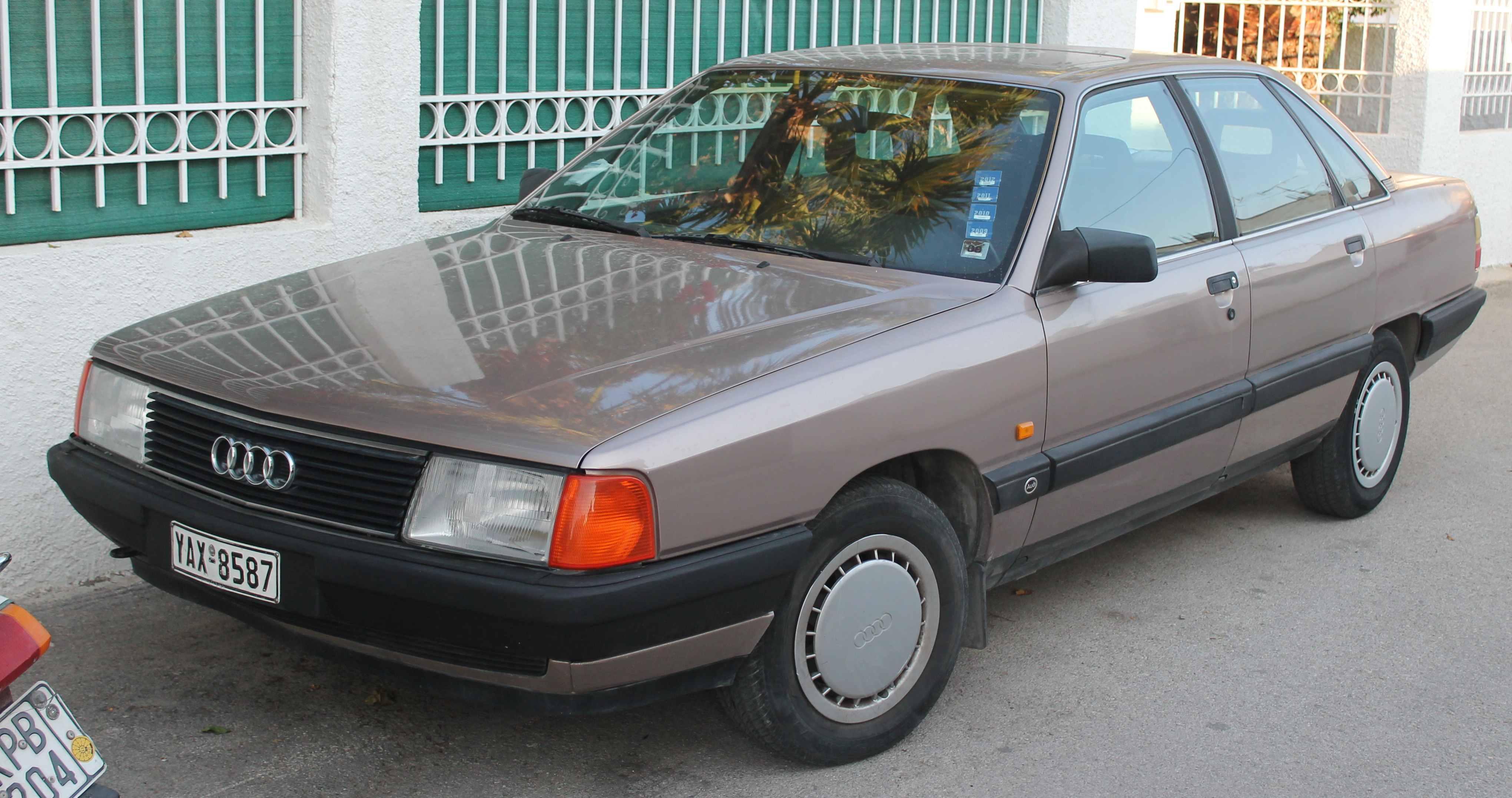
Audi 100 C3, що продавався у США як Audi 5000

Звіт телепрограми «60 хвилин», опублікований 23 листопада 1986 року, що містив інтерв'ю з шістьма людьми, які подали до суду на Audi після повідомлення про ненавмисне прискорення, звинуватив Audi 5000 у тому, що вона нібито страждала проблемою, коли провалювалась педаль гальм. Подальше дослідження виявило, що «60 хвилин» спроєктували несправність — встановили каністру із стисненим повітрям на підлозі пасажирської сторони, з'єднану через шланг з отвором, просвердленим у трансмісії.
Audi стверджувала, посилаючись на дослідження сторонніх дослідників, що проблеми були викликані помилкою водіїв, зокрема неправильним використанням педалей. Згодом Національна адміністрація з безпеки дорожнього руху (NHTSA) прийшла до висновку, що більшість випадків непередбачених прискорень, включаючи всі, про які звітували «60 хвилин», були спричинені помилкою водія, такою як плутання педалей. Телеканал CBS не визнав результатів тестування залучених урядових установ, але визнав аналогічні результати іншого дослідження.
У оглядовому дослідженні, опублікованому в 2012 році, Національна Адміністрація Безпеки Дорожнього Руху США підсумували свої минулі висновки про проблеми ненавмисного прискорення Audi: «Після непередбачених прискорень, що почалися на Audi 5000 через проблеми в системі стабілізатора холостого ходу (виробляючи початкове прискорення 0,3g), неправильне застосування педалі в результаті паніки, плутанини чи незнайомства з Audi 5000 сприяло серйозним інцидентам».
Цей звіт відповідає висновкам технічного аналізу Національна Адміністрація Безпеки Дорожнього Руху США того часу: «Системи стабілізації холостого ходу Audi були схильні до дефектів, що призводили до надмірної величини холостого ходу та коротких ненавмисних прискорень до 0.3g (що є подібним за величиною до аварійної зупинки у вагоні метро). Ці прискорення не можуть бути єдиною причиною (тривалі випадки раптового прискорення (ВРП)), деякі випадки ВРП можуть бути викликані завдяки натисканню водієм на педаль. Дефектна система стабілізації холостого ходу здійснювала електронний контроль дросельної заслінки. Важливо: множинні «переривчасті несправності електронного блоку керування спостерігалися та фіксувались…, а також повідомлялись Транспортом Канади».
Після серій позовів Audi зробили кілька модифікацій: спочатку налаштували відстань між педалями гальм та акселератором на моделях з автоматичною трансмісією. Пізніше, з ремонтом 250 тисяч автомобілів 1978 року, додали пристрій, який вимагав від водія натискати педаль гальм перед вимкненням стоянкового гальма. Спадщина Audi 5000 та інші повідомлення про випадки раптового ненавмисного прискорення змусили створити хитромудрі важелі перемикання передач і механізми блокування гальм для запобігання ненавмисного прискорення вперед або назад. Невідомо, як були вирішені дефекти в системі стабілізації холостого ходу.
Продажі Audi у США, які досягли 74 061 екземплярів у 1985 році, у 1991 році знизилися до 12,283 екземплярів і три роки залишалися на однаковому рівні — з перепродажем вартість різко падала. Згодом Audi запропонували збільшений гарантійний захист і перейменували постраждалі моделі — 5000 стала 100 і 200 у 1989 році, і знову досягнули тих же рівнів продажів до модельного 2000 року.
Стаття BusinessWeek 2010 року, яка окреслювала можливі паралелі між досвідом Audi та проблемами з автомобілями Toyota у 2009-2010 роках, зазначила, що колективний судовий позов, поданий у 1987 році приблизно 7500 власниками моделі Audi 5000, залишається невирішеним і нині[коли?] оскаржується в окружному суді в Чикаго після оскарження у штаті Іллінойс та на федеральному рівні США.

## Впровадження моделей
У середині-кінці 1990-х років Audi представила нові технології, що включали використання алюмінієвої конструкції. Audi A2, що вироблявся з 1999 по 2005 рік, був футуристичним супер міні, що народився від концепту Al2. Автомобіль мав багато функцій, які допомогли повернути довіру споживачів, такі як алюмінієва просторова рама, яка була застосована вперше у конструкції серійних автомобілів. На моделі A2 Audi далі розширила свою технологію TDI, використовуючи скромні трициліндрові двигуни. A2 був надзвичайно аеродинамічним і розробленим за допомогою аеродинамічної труби. Audi A2 була піддана критиці за високу ціну і ніколи не мала успішного продажу, але представила Audi як найсучаснішого виробника. Модель, конкурент Mercedes-Benz A-класу, продавалася порівняно добре в Європі. Але A2 була вилучена у 2005 році, і Audi вирішила не розвивати термінову заміну.
Наступна велика зміна моделей відбулася в 1995 році, коли Audi A4 замінила Audi 80. Нова схема номенклатури була застосована і для Audi 100, що стала Audi A6 (з незначною модернізацією). Це також означало, що S4 став S6, а новий S4 представили у кузові A4. S2 було вилучено з продажу. Audi Cabriolet продовжувала виготовлятися (на базі платформи Audi 80) до 1999 року, отримавши вдосконалення двигуна. Нова модель A3 хетчбек (яка використовувала платформу Volkswagen Golf Mk4) була представлена в модельному ряді у 1996 році, а радикальні Audi TT купе і родстер дебютували у 1998 році на базі тієї ж платформи.
Двигуни, доступні в усьому модельному ряді, тепер були чотирициліндровими 1,4 л, 1,6 л і 1,8 л, чотирициліндровим турбованим 1,8 л, V6 2,6 л і 2,8 л, п'ятициліндровим турбованим 2,2 л та V8 4,2 л двигунами. V6 були замінені новими 2.4 л і 2.8 л 30V V6 у 1998 році, з помітним поліпшенням потужності, крутного моменту і плавності. Згодом додали додаткові двигуни, включаючи 3,7 л V8 та 6,0 л W12 для А8.

## Audi AG сьогодні
Продажі Audi у 2000-х роках сильно зросли, причому поставки клієнтам зросли з 653 тис. у 2000 році до 1003 тис. у 2008 році. Найбільше продажі зросли у Східній Європі (+19,3 %), Африці (+17,2 %) та Близькому Сході (+58,5 %). Зокрема, Китай став ключовим ринком, що становив 108,000 з 705,000 автомобілів, поставлених у перші три квартали 2009 року. Одним з чинників їх популярності в Китаї є те, що Audi стала автомобілем, який купував китайський уряд для посадових осіб, закупівлі уряду відповідали 20 % продажів у Китаї. Станом на кінець 2009 року операційний прибуток компанії Audi в розмірі 1,17 млрд. євро (1,85 млрд. доларів США) зробив найбільший внесок у дев'ятимісячний операційний прибуток материнської компанії Volkswagen Group у розмірі 1,5 млрд. євро, тоді як інші марки в корпорації, такі як Bentley та SEAT, зазнали значних втрат. У травні 2011 року було досягнуто рекорду продажів для Audi у США з новими Audi A7 і Audi A3 TDI Clean Diesel. У травні 2012 року Audi повідомила про збільшення продажів на 10 % — з 408 одиниць до 480 лише за минулий рік.
Audi виробляє транспортні засоби на семи заводах у всьому світі, деякі з яких поділяються з іншими марками Volkswagen AG, хоча багато вузлів, таких як двигуни та трансмісії, виробляються на інших заводах Volkswagen Group.
Двома основними складальними заводами Audi є:
- в Інгольштадті, відкритий Auto Union у 1964 році (A3, A4, A5, Q5)
- у Неккарзульмі, придбаний у NSU в 1969 році (A4, A6, A7, A8, R8 та всі варіанти RS)

За межами Німеччини Audi випускає автомобілі на заводах:
- в Аурангабаді, Індія, з 2006 року
- у Братиславі, Словаччина, поділяється з Volkswagen, SEAT, Škoda та Porsche (Q7, Q8)
- у Брюсселі, Бельгія, придбаний у Volkswagen у 2007 році (A1)
- у Чанчуні, Китай, з 1995 року
- у Дьйорі, Угорщина (ТТ і деякі варіанти А3)
- у Джакарті, Індонезія, з 2011 року
- у Мартурелі, Іспанія, поділяється з SEAT і Volkswagen (Q3)
- у Сан-Хосе-Ч'япа, Мексика (Q5)

У вересні 2012 року Audi оголосила про будівництво свого першого північноамериканського заводу в Пуеблі, Мексика. Цей завод почав працювати у 2016 році й виготовляє друге покоління моделі Q5.
З 2002 по 2003 роки Audi очолював Audi Brand Group, підрозділ автомобільного департаменту Volkswagen Group, що складався з Audi, Lamborghini та SEAT і був зосереджений на спортивних цінностях, автомобілі і продуктивність цих марок перебували під відповідальністю бренду Audi.
У січні 2014 року Audi разом з консорціумом Wireless Power Consortium продемонстрували стенд, який являв собою мобільний телефон з відкритим стандартом Qi, на Consumer Electronics Show (CES). У травні більшість дилерів Audi у Великій Британії помилково стверджували, що безпека Audi A7, A8 і R8 була протестована на Euro NCAP, і всі вони досягли п'ять з п'яти зірок. Насправді, жодна з цих моделей не була протестована.
У 2015 році Audi зізналися, що принаймні 2,1 мільйона автомобілів Audi були задіяні у афері концерну Volkswagen з маніпуляцією вихлопом, в якій програмне забезпечення, встановлене в автомобілях, маніпулювало даними про викиди у вихлопі, обдурюючи регулятори і дозволяючи автомобілям забруднювати більше, ніж дозволено урядом. До скандалу були причетні моделі A1, A3, A4, A5, A6, TT, Q3 та Q5. Audi пообіцяли швидко знайти технічне рішення та модернізувати автомобілі, щоб вони могли функціонувати в рамках регулювання викидів. Ульріх Хакенберг, керівник відділу досліджень і розробок Audi, був звільнений через скандал. Попри широке оприлюднення інформації про скандал, у вересні Audi повідомила, що обсяги продажів у США за цей місяць зросли на 16,2 %.
У листопаді 2015 року Управління з охорони довкілля США визнало 3-літрові версії з дизельними двигунами Audi A6 Quattro, A7 Quattro, A8, A8L і Q5 2016 року додатковими моделями, на яких було встановлено програмне забезпечення і пристрої для регулювання викидів. Таким чином, ці моделі викидали оксиду азоту удев'ятеро більше від легальної межі, коли автомобіль виявляв, що його не підключили до випробувального обладнання.

## Технології Audi

### Audi AI
Audi AI — це функція допомоги водію, яку пропонує Audi. Зазначеним наміром компанії є запропонувати повністю автономне керування в майбутньому, визнаючи, що для досягнення цієї мети необхідно подолати юридичні, регуляторні та технічні перешкоди. 4 червня 2017 року Audi заявили, що їх новий A8 буде повністю самостійно рухатися зі швидкістю до 60 км/год, використовуючи свій Audi AI. На відміну від інших автомобілів, водію не доведеться робити перевірки безпеки, щоб скористатися цією функцією, наприклад, торкатися кермувального (рульового) колеса кожні 15 секунд. Таким чином, Audi A8 стане першим серійним автомобілем, який досягне автономного руху 3 рівня, що означає, що водій може безпечно відвернути свою увагу від водійських завдань, наприклад, водій може читати або дивитися фільм. Audi також буде першим виробником, який використає систему 3D LIDAR разом з камерами та ультразвуковими датчиками для своїх AI.

### Кузови
Audi виробляє оцинковані на 100 % автомобілі для запобігання корозії, і виготовили перший такий масовий автомобіль у 1975 році, після впровадження цього процесу компанією Porsche. Поряд з іншими запобіжними заходами, повне цинкове покриття виявилося дуже ефективним у запобіганні іржі. Отримана в результаті міцність кузова навіть перевершила очікування Audi, завдяки чому виробник продовжив свою оригінальну 10-річну гарантію проти наскрізної корозії до 12 років (крім алюмінієвих корпусів, які не ржавіють).

### Просторова рама

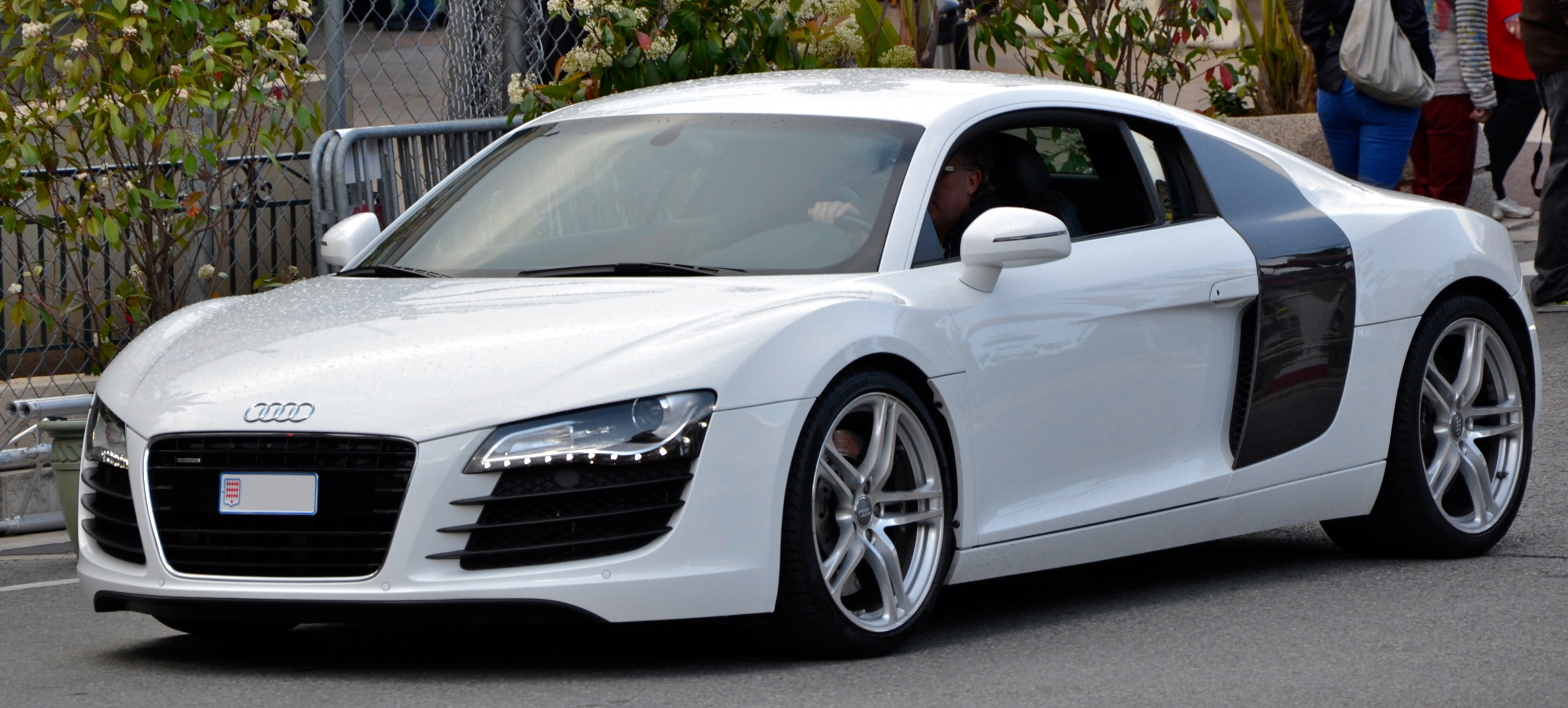
Audi R8, що використовує технологію Audi Space Frame

Audi представила нову серію автомобілів у середині 1990-х років і продовжує розвивати нові технології та високу продуктивність. Audi представили повністю алюмінієвий автомобіль, а в 1994 році була запущена Audi A8, яка представила технологію алюмінієвої просторової рами (так звана Audi Space Frame, або ASF), що дозволяє зменшити вагу та покращити жорсткість на кручення порівняно зі звичайною сталевою рамою. До цього Audi використовували приклади шасі Type 44, виготовлені з алюмінію, як випробувальну основу для техніки. Недоліком алюмінієвої рами є те, що вона дуже дорога в ремонті та вимагає спеціалізованої автомайстерні, що працює з алюмінієм. Зниження ваги дещо компенсується системою повного приводу quattro, яка є стандартною на більшості ринків. Однак, A8 є найлегшим повноприводним автомобілем у повнорозмірному розкішному сегменті, а також має найкращу економію палива у своєму класі. Audi A2, Audi TT та Audi R8 також використовують конструкції Audi Space Frame.

### Привід автомобіля

#### Компонування
Для більшості своїх моделей (за винятком моделей A3, A1 і TT) Audi не прийняли поперечну схему розташування двигуна, яка зазвичай зустрічається на малолітражних автомобілях (наприклад, Peugeot та Citroën), оскільки це обмежує тип та потужність двигунів, що можна встановити. Для того, щоб встановлювати потужні двигуни (такі як двигун V8 на Audi S4 та Audi RS4, а також двигун W12 на Audi A8L W12), Audi зазвичай розробляли свої дорожчі машини з переднім поздовжним розташуванням двигуна, в «надвірному» положенні, над передніми колесами перед лінією осі — це компонування бере початок від седанів DKW та Auto Union з 1950-х років. Але, в той час, як це дозволяє легко встановити повний привод, це заважає ідеальному розподілу ваги 50:50.
У всіх своїх моделях ери Volkswagen Audi твердо відмовилися від прийняття традиційного компонування із заднім приводом, якому віддають перевагу два їх головні конкуренти: Mercedes-Benz та BMW. Audi віддають перевагу передньому та повному приводу. Більша частина Audi в США має повноприводний стандарт на більшості своїх дорогих транспортних засобів (тільки моделі A4 і A6 в початковій комплектації доступні з переднім приводом), на відміну від Mercedes-Benz і BMW, чий модельний ряд пропонує повний привід як опцію. BMW не пропонували повний привід на своїх автомобілях з V8 (на відміну від кросоверів) до виходу BMW 7 Series 2010 року і BMW 5 Series 2011 року, в той час як Audi A8 має повний привід в стандартній комплектації або як опцію з 1990-х років. Що стосується високопродуктивних варіантів, то моделі Audi S і RS завжди були повнопривідними, на відміну від своїх прямих конкурентів від BMW M і Mercedes-AMG, автомобілі яких є лише задньопривідними (хоча їх потужні кросовери є повнопривідними).
Нещодавно компанія Audi застосувала значок quattro для таких моделей, як A3 та TT, які не використовують систему Torsen, як у попередні роки, з механічним центральним диференціалом, а з електромеханічним зчепленням Haldex Traction системи AWD.

#### Двигуни
До введення Audi 80 та Audi 50 в 1972 та 1974 роках відповідно, Audi керувала розробкою сімейства рядних чотирициліндрових двигунів EA111 та EA827. Ці нові енергетичні засоби дозволили відродити традицію двигунів з рідинним охолодженням для материнської компанії Volkswagen (на Polo, Golf, Passat і Scirocco), в той час як багато похідних і нащадків цих двох основних конструкцій двигунів з'являються в кожному поколінні автомобілів VW Group аж по сьогоднішній день.
У 1980-х роках Audi разом із Volvo стали чемпіоном в лінійці рядних п'ятициліндрових двигунів, двигун 2,1/2,2 л став довгостроковою альтернативою традиційнішим шестициліндровим двигунам. Цей двигун використовувався не тільки на серійних автомобілях, але й на їхніх гоночних автомобілях. 2.1-літровий рядний п'ятициліндровий двигун використовувався як основа для ралійних автомобілів у 1980-х роках, видаючи після модифікацій більше 400 кінських сил (300 кВт). До 1990 року з'явилися двигуни, що випускалися з об'ємом від 2,0 л до 2,3 л. Цей діапазон об'єму двигуна дозволив отримати як економію палива, так і потужність.

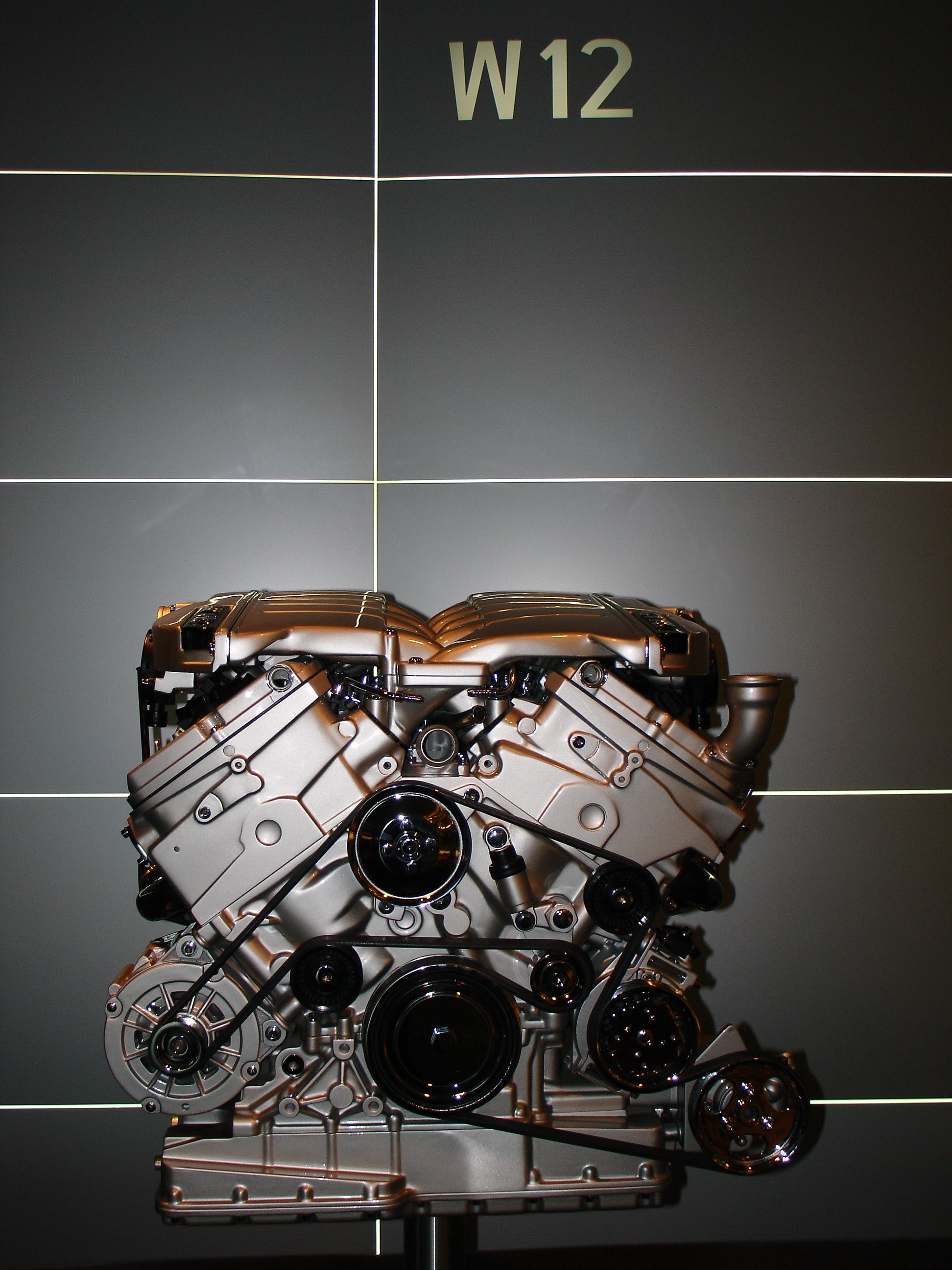
Двигун W12 компанії Volkswagen Group з автомобіля Volkswagen Phaeton W12

Для ультрапрестижної версії повнорозмірного розкішного флагманського седана Audi A8 Audi A8L W12 компанія використовує двигун Volkswagen Group W12, а не звичайний двигун V12, котрий використовують суперники Mercedes-Benz і BMW. Конфігурація двигуна W12 (також знаний як «WR12») створена за рахунок формування двох уявних вузькокутних двигунів 15° VR6 під кутом 72°, а вузький кут кожного набору циліндрів дозволяє використовувати лише два верхніх розподільних вала для приводу кожного ряду циліндрів, тому в цілому потрібно всього чотири розподільних вала. Перевагою двигуна W12 є його компактне компонування, що дозволяє Audi побудувати 12-циліндровий седан з повним приводом, тоді як звичайний двигун V12 може мати тільки задньоприводну конфігурацію, оскільки під капотом не залишається місця для диференціалів та інших компонентів, необхідних для приводу передніх коліс. Фактично, 6.0 л W12 на Audi A8L W12 є меншим у габаритах, ніж 4.2 л V8, що встановлюється на варіанти Audi A8 4.2. Audi A8 2011 року представив переглянуту 6.3-літрову версію двигуна W12 (WR12), потужністю 490 к.с. (370 кВт).
| Бензинові двигуни                                                                  | Дизельні двигуни                                                     |
| ---------------------------------------------------------------------------------- | -------------------------------------------------------------------- |
| EA111, EA113, EA211, EA398, EA824, EA827, EA828, EA835, EA837, EA839, EA855, EA888 | EA086, EA180, EA188, EA189, EA288, EA330, EA381, EA896, EA897, EA898 |

#### Прямий безпосередній вприск

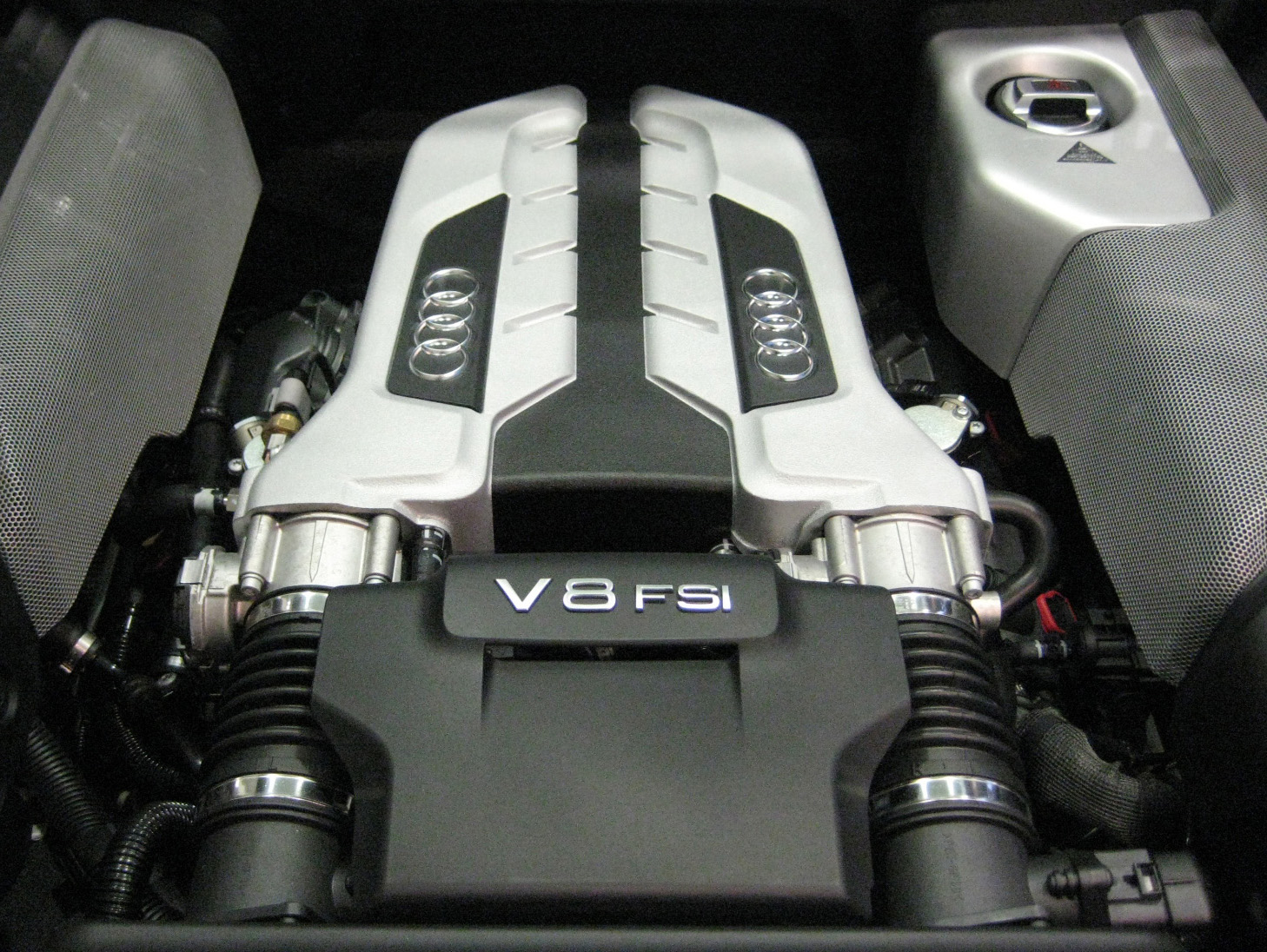
Двигун V8 FSI

Коли були введені нові моделі A3, A4, A6 та A8, то застарілий 1,8-літровий двигун був замінений новими двигунами з прямим безпосереднім вприском (FSI). Майже кожна модель із двигунами, що працюють на нафтових видах палива, нині[коли?] мають цю технологію економії палива.

#### Direct-Shift Gearbox
На рубежі століть (XIX - XX століття) Volkswagen представив трансмісію з подвійним зчепленням Direct-Shift Gearbox (DSG). Це автоматизована напівавтоматична коробка передач, яка використовується як звичайна автоматична коробка передач. Базуючись на коробці передач, що використовувалась у Group B S1, система включає подвійні електрогідравлічно керовані муфти замість гідродинамічної передачі. Ця трансмісія реалізується на деяких моделях VW Golf, Audi A3, Audi A4 та TT, де DSG називається S-tronic.

### Світлодіодні денні ходові вогні

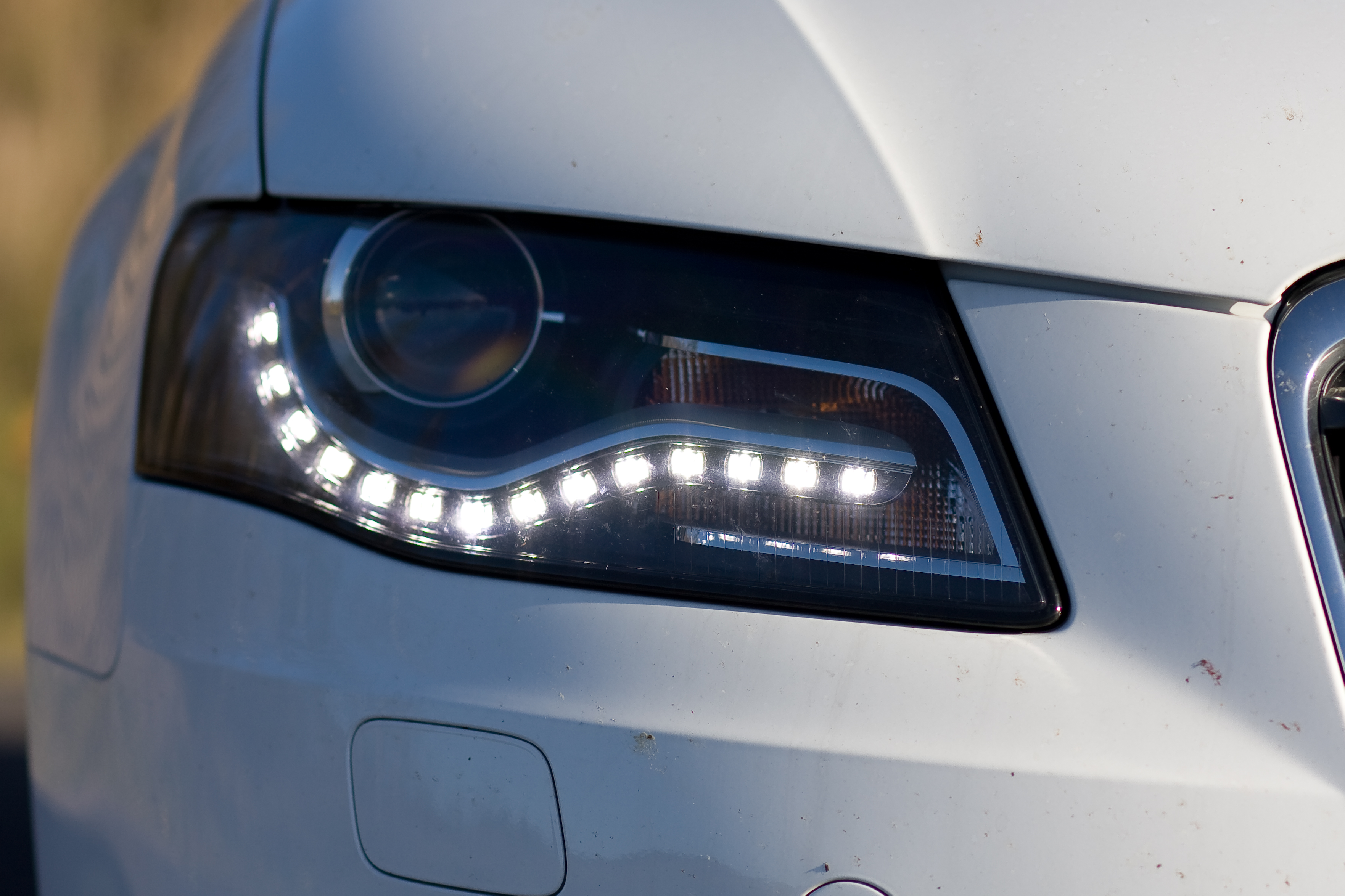
DRL на Audi A4 B8

З 2005 року Audi реалізувала на своїх моделях таку світлодіодну технологію, як денні ходові вогні (DRL). Особлива форма DRL стала фірмовою особливістю марки. Світлодіоди вперше були представлені на Audi A8 W12, першому серійному автомобілі у світі зі світлодіодними DRL, і відтоді поширюються по всьому модельному ряду. Світлодіоди також присутні на деяких рекламних щитах Audi.
Починаючи з 2010 року, Audi також запропонували світлодіодну технологію з ближніми й дальніми променями у фарах головного освітлення.

### Multi Media Interface

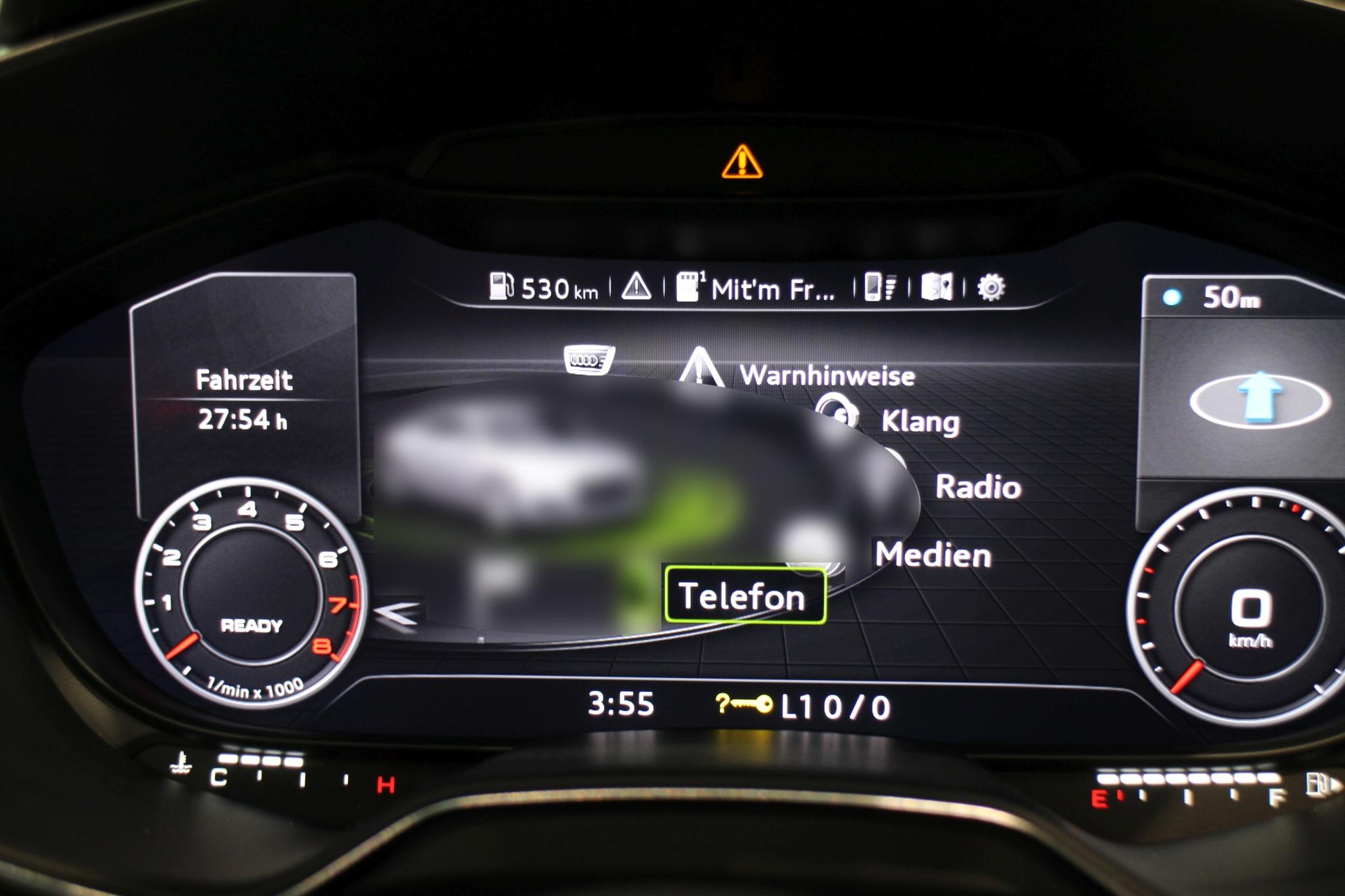
Меню Multi Media Interface у Audi TT Mk3

Починаючи з Audi A8 2003 року, Audi використовували централізований інтерфейс управління для бортових інформаційно-розважальних систем, що називається Multi Media Interface (MMI). Це, по суті — поворотна ручка управління та «сегментні» кнопки з екраном, призначені для керування всіма розважальними пристроями автомобіля (радіо, CD-чейнджером, iPod, TV-тюнером), супутниковою навігацією, системою підігріву і вентиляції та іншими елементами керування автомобілем.
Наявність MMI поступово з'явилася у модельному ряді Audi, і після його впровадження на третьому поколінні A3 у 2011 році, MMI тепер доступний у всьому модельному ряді. Він був загалом добре прийнятий, оскільки вимагав меншого використання меню зі своїми сегментними кнопками навколо центральної кнопки, а також кнопками прямого доступу «основна функція» з ярликами для функцій радіо або телефону. Кольоровий екран встановлюється на вертикальній панелі приладів, а на A4 (новому), A5, A6, A8 і Q7 елементи керування встановлюються горизонтально.

### Синтетичне дизельне паливо
Audi надає допомогу для технології виробництва синтетичного дизельного палива з води та вуглекислого газу.

### Логістика
Audi використовує сканувальні рукавички для реєстрації деталей під час складання, а також автоматичні роботи для переміщення автомобілів від заводу до залізничних вагонів.

## Електромобілі Audi
Audi планує створення альянсу з японським гігантом у галузі електроніки Sanyo для розробки експериментального гібридного електричного проєкту для Volkswagen Group. Союз може призвести до того, що акумулятори Sanyo та інші електронні компоненти будуть використовуватися в майбутніх моделях Volkswagen Group. Концепти електричних транспортних засобів, опубліковані на сьогоднішній день, включають Audi A1 Sportback Concept, Audi A4 TDI Concept E і повністю електричний Audi e-tron Concept Supercar.
Також Audi заявила, що до кінця 2023 року на електрокари, автономне водіння та цифровізацію витратять 14 млрд €.

## Виробничі показники
|      | A1      | A2     | A3      | A4      | A5      | A6      | A7     | A8     | Q3      | Q5      | Q7     | TT     | R8    |
| ---- | ------- | ------ | ------- | ------- | ------- | ------- | ------ | ------ | ------- | ------- | ------ | ------ | ----- |
| 1998 | —       | —      | 143,974 | 271,152 | —       | 174,867 | —      | 15,355 | —       | —       | —      | 13,682 | —     |
| 1999 | —       | —      | 143,505 | 252,514 | —       | 162,573 | —      | 14,636 | —       | —       | —      | 52,579 | —     |
| 2000 | —       | 32,164 | 136,141 | 231,869 | —       | 180,715 | —      | 12,894 | —       | —       | —      | 56,776 | —     |
| 2001 | —       | 49,369 | 131,082 | 308,778 | —       | 186,467 | —      | 11,708 | —       | —       | —      | 39,349 | —     |
| 2002 | —       | 37,578 | 125,538 | 360,267 | —       | 178,773 | —      | 10,942 | —       | —       | —      | 34,711 | —     |
| 2003 | —       | 27,323 | 159,417 | 353,836 | —       | 168,612 | —      | 21,748 | —       | —       | —      | 32,337 | —     |
| 2004 | —       | 19,745 | 181,274 | 345,231 | —       | 195,529 | —      | 22,429 | —       | —       | —      | 23,605 | —     |
| 2005 | —       | 10,026 | 224,961 | 337,705 | —       | 215,437 | —      | 21,515 | —       | —       | 1,185  | 12,307 | —     |
| 2006 | —       | —      | 231,752 | 341,110 | 487     | 229,021 | —      | 22,468 | —       | —       | 72,169 | 23,675 | 164   |
| 2007 | —       | —      | 231,117 | 289,806 | 25,549  | 243,842 | —      | 22,182 | —       | 162     | 77,395 | 56,766 | 4,125 |
| 2008 | —       | —      | 222,164 | 378,885 | 57,650  | 214,074 | —      | 20,140 | —       | 20,324  | 59,008 | 41,789 | 5,656 |
| 2009 | —       | —      | 206,747 | 282,033 | 84,883  | 182,090 | —      | 8,599  | —       | 105,074 | 27,929 | 22,821 | 2,101 |
| 2010 | 51,937  | —      | 198,974 | 306,291 | 111,270 | 211,256 | 8,496  | 22,435 | —       | 154,604 | 48,937 | 26,217 | 3,485 |
| 2011 | 117,566 | —      | 189,068 | 321,045 | 111,758 | 241,862 | 37,301 | 38,542 | 19,613  | 183,678 | 53,703 | 25,508 | 3,551 |
| 2012 | 123,111 | —      | 164,666 | 329,759 | 103,357 | 284,888 | 28,950 | 35,932 | 106,918 | 209,799 | 54,558 | 21,880 | 2,241 |

- Дані за період з 1998 по 2010 рік. Дані для різних типів кузова/версій моделей об'єднані для створення загальних цифр для кожної моделі.

## Участь у автоспорті
Компанія Audi брала участь у різних формах автоспорту. Традиція участі Audi в автоспорті почалася з колишньої компанії Auto Union у 1930-х роках. У 1990-х роках Audi здобули успіх у категоріях автоспорту Touring та Super Touring після успіху у кільцевих змаганнях у Північній Америці.

### Ралі
У 1980 році Audi випустили Quattro, повноприводний (4WD) автомобіль з турбонаддувом, який вигравав ралі та перегони в усьому світі. Він вважається одним з найзначніших ралійних автомобілів всіх часів, тому що був одним з перших, котрий скористався нещодавно зміненими правилами, які дозволили використовувати повний привод на змаганнях. Багато критиків сумнівались у життєздатності повнопривідних гоночних автомобілів, думаючи, що вони будуть занадто важкими і складними, проте Quattro став успішним автомобілем. На першому змаганні автомобіль злетів з дороги, однак світ ралі оголосив повідомлення, що 4WD — це майбутнє. Quattro продовжував досягати великих успіхів у Чемпіонаті світу з ралі. Він виграв водійські титули 1983 (Ханну Міккола) і 1984 (Стіг Блумквіст) років та приніс Audi титул виробника в 1982 і 1984 роках.

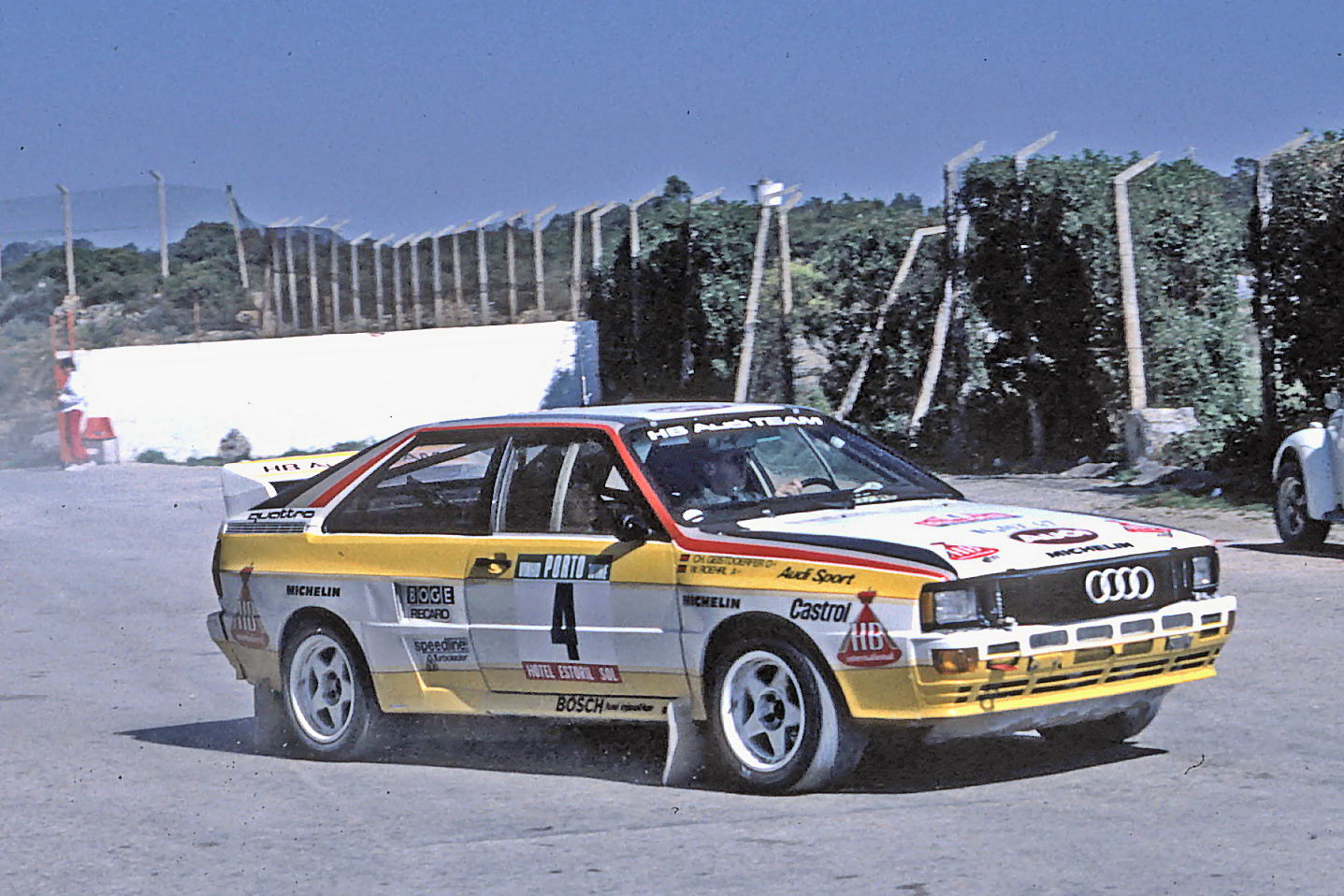
Волтер Рерль на своїй Audi Quattro A2 під час Ралі Португалії 1984 року

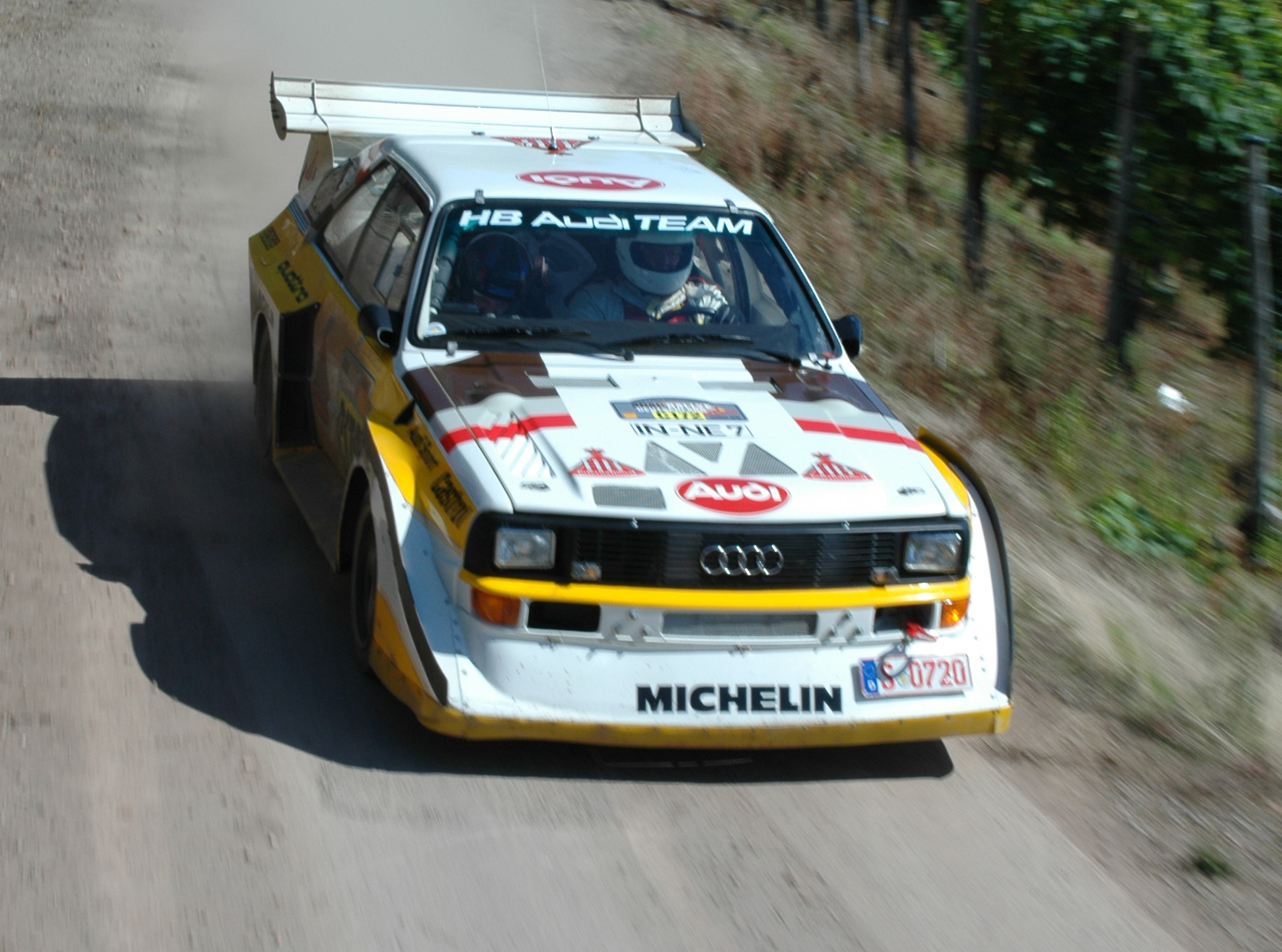
Audi Quattro S1 під час Ралі Німеччини 2007 року

У 1984 році Audi випустили Sport Quattro з короткою колісною базою, яка домінувала на ралі в Монте-Карло та Швеції, Audi зайняли всі місця на подіумі, але піддавалися подальшим проблемам із затвердження у WRC. 1985 року, після чергового помірно успішного сезону, Волтер Рерль закінчив сезон на своєму Sport Quattro S1 і допоміг Audi зайняти друге місце в заліку виробників. Audi також отримали нагороди у ралі Гонконг — Пекін того ж року. Мішель Мутон, єдина водій-жінка, яка виграла раунд Чемпіонату світу з ралі та водій Audi, взяла Sport Quattro S1, тепер відому як «S1», і взяла участь у Pikes Peak International Hill Climb. 1439-метрова (4721 футів) гонка з підйому на пагорб вимагала у водія і машини доїхати до вершини 4302-метрової (14114 футів) гори Пайкс в штаті Колорадо, і у 1985 році Мішель Мутон встановила новий рекорд 11: 25.39, бувши першою жінкою, яка встановила рекорд на Pikes Peak. 1986 року Audi офіційно залишили міжнародні змагання з ралі після аварії в Португалії, в якій побував водій Жоакім Сантос на своєму Ford RS200. Сантос повернув кермо, щоб уникнути наїзду на глядачів на дорозі, і з'їхав з траси, наїхавши на натовп глядачів збоку, вбивши трьох і пошкодивши 30 осіб. Боббі Анзер використовував Audi в тому ж році, щоб встановити новий рекорд 11: 09.22 на Pikes Peak Hill Climb.
У 1987 році Волтер Рерль виграв титул для Audi, встановивши новий рекорд 10: 47.85 у Pikes Peak International Hill Climb на своїй Audi S1, коли він пішов у відставку з WRC двома роками раніше. Audi S1 використовував тестовий рядний п'ятициліндровий двигун Audi з турбонаддувом, остаточний варіант якого виробляв 441 кВт (600 к.с.). Двигун був з'єднаний з шестиступінчастою коробкою передач і працював за допомогою відомої системи повного приводу Audi. На цій машині змагалися всі провідні водії Audi: Ханну Міккола, Стіг Блумквіст, Волтер Рерль та Мішель Мутон. Audi S1 розпочав модельний ряд автомобілів Audi S, що сьогодні являє собою підвищений рівень спортивного обладнання серед основного модельного ряду Audi.

#### Результати Audi у Group B (1981—1986)
| Рік  | Автомобіль            | Водій               | 1      | 2      | 3      | 4      | 5      | 6      | 7      | 8      | 9      | 10     | 11     | 12     | 13  | WDC   | Очки | WMC  | Очки |
| ---- | --------------------- | ------------------- | ------ | ------ | ------ | ------ | ------ | ------ | ------ | ------ | ------ | ------ | ------ | ------ | --- | ----- | ---- | ---- | ---- |
| 1981 | Audi Quattro          | Ханну Міккола       | MONRet | SWE1   | PORRet | KEN    | FRARet | GRCRet | ARG    | BRA    | FIN3   | ITA4   | CIV    | GBR1   |     | 3-ий  | 62   | 5-ий | 63   |
| 1981 | Audi Quattro          | Мішель Мутон        | MONRet | SWE    | POR4   | KEN    | FRARet | GRCRet | ARG    | BRA    | FIN13  | ITA1   | CIV    | GBRRet |     | 8-ий  | 30   | 5-ий | 63   |
| 1981 | Audi Quattro          | Франц Вітман        | MON    | SWE    | POR    | KEN    | FRA    | GRCDSQ | ARG    | BRA    | FINRet | ITA    | CIV    | GBR    |     | -     | 0    | 5-ий | 63   |
| 1981 | Audi Quattro          | Мішель Чінотто      | MON    | SWE    | POR    | KEN    | FRA    | GRC    | ARG    | BRA    | FIN    | ITARet | CIV    | GBR    |     | -     | 0    | 5-ий | 63   |
| 1982 | Audi Quattro          | Мішель Мутон        | MONRet | SWE5   | POR1   | KEN    | FRA7   | GRC1   | NZLRet | BRA1   | FINRet | ITA4   | CIVRet | GBR2   |     | 2-ий  | 97   | 1-ий | 116  |
| 1982 | Audi Quattro          | Ханну Міккола       | MON2   | SWE16  | PORRet | KEN    | FRARet | GRCRet | NZLRet | BRARet | FIN1   | ITA2   | CIVRet | GBR1   |     | 3-ий  | 70   | 1-ий | 116  |
| 1982 | Audi Quattro          | Мішель Чінотто      | MONRet | SWE    | POR    | KEN    | FRA    | GRCRet | NZL    | BRA    | FIN    | ITA6   | CIV    | GBR    |     | 33-ий | 6    | 1-ий | 116  |
| 1982 | Audi Quattro          | Стіг Блумквіст      | MON    | SWE1   | POR    | KEN    | FRA    | GRC    | NZL    | BRA    | FIN2   | ITA1   | CIV    | GBR    |     | 4-ий  | 58   | 1-ий | 116  |
| 1982 | Audi Quattro          | Франц Вітман        | MON    | SWE    | POR3   | KEN    | FRARet | GRC    | NZL    | BRA    | FIN    | ITARet | CIV    | GBR    |     | 15-ий | 12   | 1-ий | 116  |
| 1982 | Audi Quattro          | Гаральд Демут       | MON    | SWE    | POR    | KEN    | FRA    | GRC    | NZL    | BRA    | FIN    | ITARet | CIV    | GBR5   |     | 26-ий | 8    | 1-ий | 116  |
| 1983 | Audi Quattro A1       | Ханну Міккола       | MON4   | SWE1   | POR1   | KEN2   |        |        |        |        |        |        |        |        |     | 1-ий  | 125  | 2-ий | 116  |
| 1983 | Audi Quattro A2       | Ханну Міккола       |        |        |        |        | FRARet | GRCRet | NZLRet | ARG1   | FIN1   | ITARet | CIV2   | GBR2   |     | 1-ий  | 125  | 2-ий | 116  |
| 1983 | Audi Quattro A1       | Мішель Мутон        | MONRet | SWE4   | POR2   | KEN3   |        |        |        |        |        |        |        |        |     | 5-ий  | 53   | 2-ий | 116  |
| 1983 | Audi Quattro A2       | Мішель Мутон        |        |        |        |        | FRARet | GRCRet | NZLRet | ARG3   | FIN16  | ITA7   | CIV    | GBRRet |     | 5-ий  | 53   | 2-ий | 116  |
| 1983 | Audi Quattro A1       | Стіг Блумквіст      | MON3   |        | PORRet | KEN    | FRA    |        |        |        |        |        |        |        |     | 4-ий  | 89   | 2-ий | 116  |
| 1983 | Audi 80 Quattro       | Стіг Блумквіст      |        | SWE2   |        |        |        |        |        |        |        |        |        |        |     | 4-ий  | 89   | 2-ий | 116  |
| 1983 | Audi Quattro A2       | Стіг Блумквіст      |        |        |        |        |        | GRC3   | NZLDSQ | ARG2   | FIN2   | ITARet | CIV    | GBR1   |     | 4-ий  | 89   | 2-ий | 116  |
| 1983 | Audi Quattro A1       | Вік Престон мол.    | MON    | SWE    | POR    | KENRet | FRA    | GRC    | NZL    | ARG    | FIN    | ITA    | CIV    | GBR    |     | -     | 0    | 2-ий | 116  |
| 1983 | Audi Quattro A2       | Шекхар Мехта        | MON    | SWE    | POR    | KEN    | FRA    | GRC    | NZL    | ARG4   | FIN    | ITA    | CIV    | GBR    |     | 9-ий  | 26   | 2-ий | 116  |
| 1983 | Audi Quattro A2       | Луїс ді Пальма      | MON    | SWE    | POR    | KEN    | FRA    | GRC    | NZL    | ARGRet | FIN    | ITA    | CIV    | GBR    |     | -     | 0    | 2-ий | 116  |
| 1983 | Audi Quattro A2       | Бернар Дарніш       | MON    | SWE    | POR    | KEN    | FRA    | GRC    | NZL    | ARG    | FIN    | ITA9   | CIV    | GBR    |     | 50-ий | 2    | 2-ий | 116  |
| 1983 | Audi Quattro A2       | Лассе Лампі         | MON    | SWE    | POR    | KEN    | FRA    | GRC    | NZL    | ARG    | FIN    | ITA    | CIVRet | GBR    |     | 8-ий  | 26   | 2-ий | 116  |
| 1984 | Audi Quattro A2       | Стіг Блумквіст      | MON2   | SWE1   | PORRet | KENRet | FRA5   | GRC1   | NZL1   | ARG1   | FIN4   |        |        |        |     | 1-ий  | 133  | 1-ий | 120  |
| 1984 | Audi Sport Quattro    | Стіг Блумквіст      |        |        |        |        |        |        |        |        |        | ITARet | CIV1   | GBR    |     | 1-ий  | 133  | 1-ий | 120  |
| 1984 | Audi Quattro A2       | Ханну Міккола       | MON3   | SWE    | POR1   | KEN3   | FRA    | GRC2   | NZL3   | ARG2   |        |        | CIV2   | GBR2   |     | 2-ий  | 133  | 1-ий | 120  |
| 1984 | Audi Sport Quattro    | Ханну Міккола       |        |        |        |        |        |        |        |        | FINRet | ITA    |        |        |     | 2-ий  | 133  | 1-ий | 120  |
| 1984 | Audi Quattro A2       | Волтер Рерль        | MON1   | SWE    | POR6   | KEN    |        |        | NZLRet | ARG    | FIN    |        |        |        |     | 11-ий | 26   | 1-ий | 120  |
| 1984 | Audi Sport Quattro    | Волтер Рерль        |        |        |        |        | FRARet | GRCRet |        |        |        | ITARet | CIV    | GBR    |     | 11-ий | 26   | 1-ий | 120  |
| 1984 | Audi Quattro A2       | Мішель Мутон        | MON    | SWE2   | POR    | KENRet | FRA    |        |        |        |        |        |        |        |     | 12-ий | 25   | 1-ий | 120  |
| 1984 | Audi Sport Quattro    | Мішель Мутон        |        |        |        |        |        | GRCRet | NZL    | ARG    | FINRet | ITA    | CIV    | GBR4   |     | 12-ий | 25   | 1-ий | 120  |
| 1984 | Audi Quattro A2       | Сарел ван дер Мерве | MON    | SWE    | PORRet | KEN    | FRA    | GRC    | NZL    | ARG    | FIN    | ITA    | CIV    | GBR    |     | -     | 0    | 1-ий | 120  |
| 1984 | Audi Quattro A2       | Горхе Ресальде      | MON    | SWE    | POR    | KEN    | FRA    | GRC    | NZL    | ARG3   | FIN    | ITA    | CIV    | GBR    |     | 16-ий | 12   | 1-ий | 120  |
| 1985 | Audi Sport Quattro    | Стіг Блумквіст      | MON4   | SWE2   | POR4   | KENRet | FRA    | GRC2   | NZL4   | ARGRet | FIN2   | ITA    | CIV    | GBR    |     | 2-ий  | 75   | 2-ий | 126  |
| 1985 | Audi Sport Quattro    | Волтер Рерль        | MON2   | SWERet | POR3   | KEN    | FRARet | GRCRet | NZL3   | ARG    | FIN    | ITA1   | CIV    | GBRRet |     | 3-ий  | 59   | 2-ий | 126  |
| 1985 | Audi Sport Quattro    | Ханну Міккола       | MON    | SWE4   | POR    | KENRet | FRA    | GRC    | NZL    | ARG    | FINRet | ITA    | CIV    | GBRRet |     | 22-ий | 10   | 2-ий | 126  |
| 1985 | Audi Sport Quattro    | Мішель Мутон        | MON    | SWE    | POR    | KEN    | FRA    | GRC    | NZL    | ARG    | FIN    | ITA    | CIVRet | GBR    |     | -     | 0    | 2-ий | 126  |
| 1985 | Audi Sport Quattro    | Франц Браун         | MON    | SWE    | POR    | KEN    | FRA    | GRC    | NZL    | ARG    | FIN    | ITA    | CIVRet | GBR    |     | -     | 0    | 2-ий | 126  |
| 1986 | Audi Sport Quattro E2 | Волтер Рерль        | MON4   | SWE    | PORRet | KEN    | FRA    | GRC    | NZL    | ARG    | FIN    | CIV    | ITA    | GBR    | USA | 22-ий | 10   | 4-ий | 29   |
| 1986 | Audi Sport Quattro E2 | Ханну Міккола       | MON3   | SWE    | POR    | KEN    | FRA    | GRC    | NZL    | ARG    | FIN    | CIV    | ITA    | GBR    | USA | 18-ий | 12   | 4-ий | 29   |
| 1986 | Audi 90 Quattro       | Майкл Ерікссон      | MON    | SWE4   | POR    | KEN    | FRA    | GRC    | NZL    | ARG    | FIN    | CIV    | ITA    | GBR    | USA | 8-ий  | 28   | 4-ий | 29   |
| 1986 | Audi Sport Quattro E2 | Гуннар Петерссон    | MON    | SWE5   | POR    | KEN    | FRA    | GRC    | NZL    | ARG    | FIN    | CIV    | ITA    | GBR    | USA | 29-ий | 8    | 4-ий | 29   |
| 1986 | Audi 80 Quattro       | Рудольф Шохль       | MON    | SWE    | POR    | KENRet | FRA    | GRC    | NZL    | ARG    | FIN    | CIV    | ITA    | GBR    | USA | 15-ий | 16   | 4-ий | 29   |

#### Результати Audi у Group A (1987)
| Рік  | Автомобіль         | Водій              | 1      | 2   | 3    | 4    | 5   | 6      | 7      | 8   | 9   | 10     | 11     | 12    | 13   | WDC    | Очки | WMC  | Очки |
| ---- | ------------------ | ------------------ | ------ | --- | ---- | ---- | --- | ------ | ------ | --- | --- | ------ | ------ | ----- | ---- | ------ | ---- | ---- | ---- |
| 1987 | Audi 200 Quattro   | Ханну Міккола      | MON    | SWE | POR  | KEN1 | FRA | GRE3   | USA    | NZL | ARG | FINRet | CIV    | ITA   | GBR  | 8-ий   | 32   | 2-ий | 82   |
| 1987 | Audi 200 Quattro   | Волтер Рерль       | MON3   | SWE | POR  | KEN2 | FRA | GRERet | USA    | NZL | ARG | FIN    | CIV    | ITA   | GBR  | 11-ий  | 27   | 2-ий | 82   |
| 1987 | Audi Coupé Quattro | Рудольф Шохль      | MONRet | SWE | POR7 | KEN7 | FRA | GRE9   | USA    | NZL | ARG | FIN    | CIVRet | ITA16 | GBR  | 30-ий  | 10   | 2-ий | 82   |
| 1987 | Audi Coupé Quattro | Паоло Алессандріні | MON    | SWE | POR  | KEN  | FRA | GRERet | USA5   | NZL | ARG | FIN    | CIV    | ITA   | GBR  | 29-ий* | 10*  | 2-ий | 82   |
| 1987 | Audi Coupé Quattro | Девід Ллевелін     | MON    | SWE | POR  | KEN  | FRA | GRE    | USA    | NZL | ARG | FIN    | CIV    | ITA17 | GBR6 | 31-ий  | 8    | 2-ий | 82   |
| 1987 | Audi Coupé Quattro | Джон Баффам        | MON    | SWE | POR  | KEN  | FRA | GRE    | USARet | NZL | ARG | FIN    | CIV    | ITA   | GBR  | -      | 0    | 2-ий | 82   |

### У США
Оскільки Audi покинули ралі та кільцеві гонки, вони вирішили виступити в Америці на Trans-Am у 1988 році.
У 1989 році Audi виступили в серії перегонів GTO, організованій Міжнародною асоціацією автомобільного спорту (IMSA), з Audi 90, однак, оскільки вони пропустили дві великих гонки на витривалість (Дайтона та Сібрінг), попри регулярні перемоги, вони втратили титул.

### Турингові автомобілі
У 1990 році, досягнувши своєї мети з продажу автомобілів у Північній Америці, Audi повернулися до Європи, виступивши спочатку на серії Deutsche Tourenwagen Meisterschaft (DTM) з Audi V8. Згодом, у 1993 році, не бажаючи будувати автомобілі для нової формули, вони звернули свою увагу на популярну серію Super Touring, яка є серією національних чемпіонатів. Audi вперше виступили на Французькому чемпіонаті легкових автомобілів та Італійському чемпіонаті легкових автомобілів. У наступному році Audi перейшли на Кубок Німеччини із легкових автомобілів (відомий як STW), а потім на Британському чемпіонаті легкових автомобілів (BTCC) наступного року.
Міжнародна Автомобільна Федерація (FIA), яка зіткнулася із труднощами регулювання системи повного приводу «quattro» і її впливу на конкурентів, в кінцевому підсумку заборонила би всім автомобілям з повним приводом брати участь у змаганнях у 1998 році, але тоді Audi перемкнули усі свої зусилля на спортивні автоперегони.
До 2000 року Audi все ще змагалися в США з їх RS4 на SCCA Speed World GT Challenge через дилера/команду Champion Racing, що змагалася з Corvette, Viper і невеликими BMW (це була одна з небагатьох серій з дозволом участі 4WD автомобілів). 2003 року Champion Racing виступила на RS6. Знову ж таки, повний привод quattro був кращим, і Champion Racing виграли чемпіонат. Вони повернулися у 2004 році, щоб захистити свій титул, але новачок Cadillac з новим CTS-V з Омега Шасі змусив їх змагатися за свої гроші. Після чотирьох перемог підряд, Audi здійснили декілька негативних змін, які глибоко вплинули на продуктивність автомобілів. А саме — додали зайву вагу. Тоді Champion Racing вирішили їхати на різних шинах і зменшити тиск наддуву турбокомпресора.
У 2004 році, після багаторічних змагань на TT-R у відновленій серії DTM з приватною командою Abt Racing/Christian Abt, отримавши титул 2002 року з Лораном Айєлло, Audi повернули всі свої зусилля на перегони турингових автомобілів, ввівши два автомобілі A4 DTM команди Joest Racing, підтримувані компанією.

### 24 години Ле-Мана
У 1999 році Audi випустили гоночні прототипи спортивних автомобілів, що дебютували у 24 годинах Ле-Мана. У першому сезоні було розроблено і використано два концепти автомобілів — Audi R8R (прототип з відкритим кокпітом типу родстер) та Audi R8C (GT-прототип із закритим кокпітом типу купе). R8R завоював надійний подіум під час свого гоночного дебюту в Ле-Мані та став концептом, який Audi продовжували розвивати в сезоні 2000 року за рахунок сприятливих правил для прототипів з відкритим кокпітом.
Проте, більшість конкурентів (таких як BMW, Toyota, Mercedes і Nissan) пішли у відставку наприкінці 1999 року. Команда Joest Racing, що підтримувалась заводом, тричі поспіль виграла в Ле-Мані на Audi R8 (2000—2002). а також виграли кожну гонку в американській серії Ле-Ман в перший рік участі. Audi також продавали автомобіль приватним командам, таким як Champion Racing.
У 2003 році два Bentley Speed 8s з двигунами, розробленими Audi, під управлінням водіїв команди Joest, які були позичені колегам компанії Volkswagen Group, змагалися у класі GTP і закінчили перегони на перших двох позиціях, а R8 команди «Champion Racing» приїхав третім в загальному заліку і першим в класі LMP900. Audi повернулися до подіуму переможців на змаганнях 2004 року з трьома найкращими фінішами за кермом R8: Audi Sport Japan Team Goh закінчила першою, Audi Sport UK Veloqx — другою, а третьою — Champion Racing.

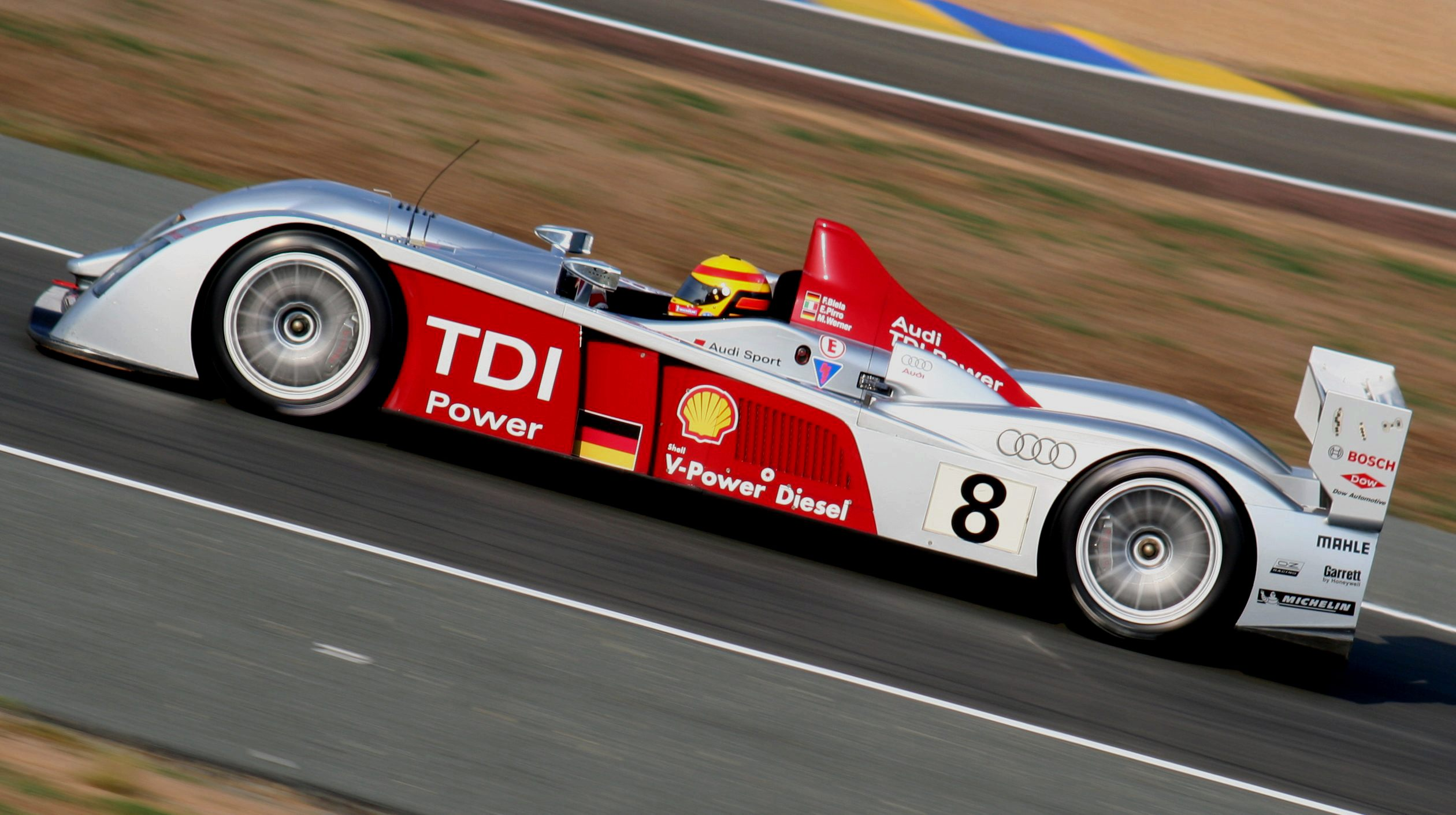
Audi R10 TDI

На 24 годинах Ле-Мана 2005 року Champion Racing виставили два R8, а також був виставлений R8 команди Audi PlayStation Team Oreca. R8 (які були побудовані за старими правилами LMP900) отримали вузький обмежувач впуску повітря, знизивши потужність та додаткові 50 кг (110 фунтів) ваги порівняно з новітнім шасі LMP1. У середньому, R8 були приблизно на 2-3 секунди повільнішими порівняно з Pescarolo-Judd. Але завдяки команді відмінних водіїв та досвіду, обидва R8 команди «Champion Racing» змогли зайняти перше і третє місця, а команда Oreca посіла четверте місце. Команда «Champion Racing» була також першою американською командою, яка виграла Ле-Ман з часів Ford GT команди Gulf у 1967 році. Це було завершенням тривалої ери R8. Його заміна на 2006 рік, названа Audi R10 TDI, була представлена 13 грудня 2005 року.
На R10 TDI застосували багато нових та інноваційних можливостей, найпомітніша — дизельний двигун з подвійним турбонаддувом з прямим нагнітанням. Автомобіль вперше змагався у 12 годинах Сібрінгу 2006 року як змаганнях-тесту для підготовки до 24 годин Ле-Мана 2006 року, у якому пізніше здобули перемогу. Audi перебували на передньому плані спортивних автоперегонів, підтверджуючи історичну перемогу першого дизельного спортивного автомобіля на 12 годинах Сібрінгу (машина була розроблена з дизельним двигуном згідно з положеннями ACO, що сприяли використанню дизельних двигунів). Окрім виграшу 24 годин Ле-Мана в 2006 році, залишивши слід в історії, R10 TDI також показав свої можливості, побивши Peugeot 908 HDi FAP у 2007 році, і знову — у 2008 році (однак Peugeot виграв 24 години Ле-Мана 2009 року), довівши свою надійність протягом всієї гонки (у порівнянні з вильотом усіх чотирьох Peugeot 908 HDi FAP до кінця гонки), а також встановивши новий рекорд дистанції (встановлений спочатку Porsche 917K команди Martini Racing у 1971 році) на R15 TDI Plus у 2010 році.
Успіх Audi у змаганнях спортивних автомобілів продовжився з перемогою Audi R18 на 24 годинах Ле-Мана у 2011 році. Бенуа Трелуйє з команди Audi Sport Team Joest здійснив першу поул-позишн Audi за п'ять років, коли автомобіль команди замкнув перший ряд. Ранні аварії охопили два з трьох автомобілі Audi, але єдиний Audi R18 TDI, що залишився, за кермом якого їхали Марсель Фесслер та Андре Лоттерер, утримували три Peugeot 908s, щоб претендувати на перемогу з різницею у 13,8 секунди.

#### Результати
| Автомобіль | Рік     | 1999 | 2000 | 2001 | 2002 | 2003 | 2004 | 2005 | 2006 | 2007 | 2008 | 2009 | 2010 | 2011 | 2012 | 2013 | 2014 | 2015 | 2016 |
| ---------- | ------- | ---- | ---- | ---- | ---- | ---- | ---- | ---- | ---- | ---- | ---- | ---- | ---- | ---- | ---- | ---- | ---- | ---- | ---- |
| 1          | Позиція | 4    | 3    | 1    | 1    | 4    | 3    | 3    | 3    | 1    | 6    | 3    | 3    | Ret  | 1    | 5    | 2    | 3    | 4    |
| 2          | Позиція | 3    | 1    | 2    | 2    | 3    | 1    | 1    | 1    | Ret  | 1    | Ret  | 2    | 1    | 2    | 1    | 1    | 4    | 3    |
| 3          | Позиція | Ret  | 2    | Ret  | 3    | Ret  | 5    | 4    |      | Ret  | 4    | 17   | 1    | Ret  | 5    | 3    | Ret  | 7    |      |
| 4          | Позиція | Ret  |      | Ret  | 7    |      | 2    |      |      |      |      |      |      |      | 3    |      |      |      |      |

### Американська серія Ле-Ман
У 2000 році Audi виступили у Американській серії Ле-Ман як заводська гоночна команда Joest Racing під назвою Audi Sport North America. Це була успішна подія, коли команда виграла під час свого дебюту у серії 12-ти годин Сібрінгу 2000 року. Audi R8 із заводською підтримкою була домінуючою машиною в ALMS (Американська серія Ле-Ман) з 25 перемогами між 2000 та кінцем сезону у 2002 році. 2003 року Audi продали автомобілі для команди «Champion Racing», а також продовжувала перегони заводська команда Audi Sport North America. Champion Racing виграла багато перегонів як приватна команда, що використовувала Audi R8, і з часом замінила Team Joest як Audi Sport North America в період між 2006 і 2008 роками. З 2009 року Audi не взяла участь у повній Американській серії Ле-Ман, але завершила серію відкриття гонок у Сібрінгу, використовуючи 12-годинні перегони як тест перед Ле-Маном, а також у рамках сезону календара FIA World Endurance Championship 2012 року.

#### Результати
| Рік  | Виробник | Шасі | Команда                  | Рд1 | Рд2 | Рд3 | Рд4 | Рд5 | Рд6 | Рд7 | Рд8 | Рд9 | Рд10 | Рд11 | Рд12 |
| ---- | -------- | ---- | ------------------------ | --- | --- | --- | --- | --- | --- | --- | --- | --- | ---- | ---- | ---- |
| 2000 | Audi     | R8   |                          |     |     |     |     |     |     |     |     |     |      |      |      |
| 2000 | Audi     | R8   | Audi Sport North America | 2   | 20  | 3   | Ret | 1   | 1   | 2   | 1   | 1   | 1    | 2    | 1    |
| 2000 | Audi     | R8   | Audi Sport North America | 1   | 6   | 4   | 3   | 2   | Ret | 1   | 4   | 2   | 2    | 1    | 15   |
| 2001 | Audi     | R8   | Audi Sport North America | 1   | 1   | 1   | 1   | 1   | 5   | Ret | 2   | Ret | Ret  |      |      |
| 2001 | Audi     | R8   | Audi Sport North America | 2   | 2   | 2   | 2   | 2   | 2   | 1   | 4   | 1   | 1    |      |      |
| 2002 | Audi     | R8   | Audi Sport North America | 5   | 14  | 1   | 2   | 3   | 2   | Ret | 1   | 1   | 6    |      |      |
| 2002 | Audi     | R8   | Audi Sport North America | 1   |     | 2   | 1   | 2   | 1   | 1   | 4   | 3   | 1    |      |      |
| 2003 | Audi     | R8   | Audi Sport North America | 1   | 2   | 2   | 1   | 1   | 7   | 1   | 2   | 3   |      |      |      |
| 2003 | Audi     | R8   | Champion Racing          | 2   | 1   | 3   | 2   | 20  | 1   | 4   | 1   | 1   |      |      |      |
| 2004 | Audi     | R8   | Audi Sport UK            | 1   |     |     |     |     |     |     |     |     |      |      |      |
| 2004 | Audi     | R8   | Audi Sport UK            | 2   |     |     |     |     |     |     |     |     |      |      |      |
| 2004 | Audi     | R8   | Champion Racing          | 3   | 1   | 1   | 1   | 1   | 2   | 1   | 1   | 1   |      |      |      |
| 2005 | Audi     | R8   | Champion Racing          | 1   | 1   | 18  | 1   | 3   | Ret | 3   | 2   | 7   | 4    |      |      |
| 2005 | Audi     | R8   | Champion Racing          | 2   | 3   | 3   | 2   | 1   | 1   | 1   | 3   | 1   | 2    |      |      |
| 2006 | Audi     | R8   | Audi Sport North America |     | 1   | 3   | 1   |     |     |     |     |     |      |      |      |
| 2006 | Audi     | R10  | Audi Sport North America | Ret |     |     |     | 1   | 2   | 1   | 4   | 7   | 2    |      |      |
| 2006 | Audi     | R10  | Audi Sport North America | 1   |     |     |     | 4   | 1   | 2   | 1   | 1   | 1    |      |      |
| 2007 | Audi     | R10  | Audi Sport North America | 4   | 1   | 7   | 3   | 2   | 5   | 5   | 2   | 2   | 3    | 1    | 1    |
| 2007 | Audi     | R10  | Audi Sport North America | 1   | 2   | 12  | 6   | 23  | 3   | 3   | 4   | 2   | 17   | 3    |      |
| 2008 | Audi     | R10  | Audi Sport North America | 3   | Ret | 2   | Ret | 21  | 2   | 2   | 2   | DSQ | 1    | 2    |      |
| 2008 | Audi     | R10  | Audi Sport North America | 6   | 1   | 1   | 7   | 4   | 1   | 1   | 1   | Ret | 3    | 1    |      |
| 2009 | Audi     | R15  | Audi Sport North America | 5   |     |     |     |     |     |     |     |     |      |      |      |
| 2009 | Audi     | R15  | Audi Sport North America | 4   |     |     |     |     |     |     |     |     |      |      |      |
| 2010 | Audi     | R15  | Audi Sport North America | 1   |     |     |     |     |     |     |     |     |      |      |      |
| 2010 | Audi     | R15  | Audi Sport North America | 3   |     |     |     |     |     |     |     |     |      |      |      |
| 2012 | Audi     | R18  | Audi Sport Team Joest    | 16  |     |     |     |     |     |     |     |     |      |      |      |
| 2012 | Audi     | R18  | Audi Sport Team Joest    | 1   |     |     |     |     |     |     |     |     |      |      |      |
| 2012 | Audi     | R18  | Audi Sport Team Joest    | 2   |     |     |     |     |     |     |     |     |      |      |      |
| 2013 | Audi     | R18  | Audi Sport Team Joest    | 1   |     |     |     |     |     |     |     |     |      |      |      |
| 2013 | Audi     | R18  | Audi Sport Team Joest    | 2   |     |     |     |     |     |     |     |     |      |      |      |

### Європейська серія Ле-Ман
Audi взяли участь у 1000 км Ле-Мана 2003 року, котрий був одноразовим змагання спортивних автомобілів для підготовки до Європейської серії Ле-Ман 2004 року. Заводська команда Audi Sport UK виграла гонки і чемпіонат у сезоні 2004 року, але Audi не змогли зіставити свій високий успіх Audi Sport North America у Американській серії Ле-Ман, почасти через появу конкурента компанії в класі LMP1 — Peugeot. 908 HDi FAP французького виробника став автомобілем, який перемагав у серії з 2008 року і отримав 20 перемог у категорії LMP. Однак, Audi змогли виграти чемпіонат у 2008 році, хоча Peugeot здійснили більше перемог на перегонах у сезоні.

#### Результати
| Рік  | Виробник | Шасі | Команда               | Рд1 | Рд2 | Рд3 | Рд4 | Рд5 |
| ---- | -------- | ---- | --------------------- | --- | --- | --- | --- | --- |
| 2003 | Audi     | R8   | Audi Sport Japan      | 1   |     |     |     |     |
| 2004 | Audi     | R8   | Audi Sport UK         | 2   | 1   | 1   | Ret |     |
| 2004 | Audi     | R8   | Audi Sport UK         | 1   | 2   | 3   | 1   |     |
| 2004 | Audi     | R8   | Audi Sport Japan      | 3   | 4   | 2   | 2   |     |
| 2005 | Audi     | R8   | Team Oreca            | Ret |     | 1   | 2   | 2   |
| 2008 | Audi     | R10  | Audi Sport Team Joest | 5   | 6   | 4   | 4   | 1   |
| 2008 | Audi     | R10  | Audi Sport Team Joest | 2   | 2   | 2   | 3   | 4   |
| 2010 | Audi     | R15  | Audi Sport Team Joest | 1   | 3   |     |     | Ret |
| 2010 | Audi     | R15  | Audi Sport Team Joest |     | 5   |     |     | 3   |
| 2010 | Audi     | R15  | Audi Sport Team Joest | 12  |     |     |     |     |

### Чемпіонат світу з витривалості

#### 2012
У 2012 році FIA представила Чемпіонат світу з витривалості (WEC), організований ACO як продовження ILMC. Audi виграли першу гонку FIA World Endurance Championship у Сібрінгу, далі відбулися ще три послідовні перемоги, включаючи 24 години Ле-Мана 2012 року. Audi здобули остаточну п'яту перемогу у WEC 2012 року у Бахрейні та змогла перемогти на першому етапі Чемпіонату світу з витривалості серед виробників.

#### 2013
Бувши чемпіоном, Audi вчергове виступили з шасі Audi R18 e-tron quattro на WEC 2013 року, і команда виграла перші п'ять послідовних перегонів, включаючи 24 години Ле-Мана 2013 року. Перемога у 5-му раунді на трасі Америк мала особливе значення, оскільки вона ознаменувала 100-ту перемогу для Audi на прототипах у Ле-Мані. Audi завершили другий поспіль Чемпіонату світу з витривалості серед виробників на 6 раунді, після того, як зайняли друге місце та здобули половину очок у гонці на автодромі Фудзі із червоним прапором.

#### 2014
У сезоні 2014 року Audi виставили перероблену та модернізовану модель R18 e-tron quattro, яка мала систему відновлення енергії на 2 МДж. Бувши чемпіоном, Audi знову зіткнеться з проблемою в категорії LMP1 з Toyota, а також Porsche, який повернувся до гонок з витривалості після 16 років відсутності. Відкриття сезону на 6 годинах Сільверстоуна стало катастрофою для Audi, коли обидва автомобілі зійшли з раси, і вперше автомобіль Audi не зміг зайняти перше місце на подіумі на Чемпіонаті світу з витривалості.

#### Результати
| Рік  | Виробник | Шасі               | SEB | SPA | LMS | SIL | SÃO | BHR | FUJ | SHA | Сума очок | Позиція |
| ---- | -------- | ------------------ | --- | --- | --- | --- | --- | --- | --- | --- | --------- | ------- |
| 2012 | Audi     | R18 e-tron quattro | 1   | 1   | 1   | 1   | 2   | 1   | 2   | 2   | 173 (209) | 1-ий    |

| Рік  | Виробник | Шасі               | SIL | SPA | LMS | SÃO | COA | FUJ | SHA | BHR | Сума очок | Позиція |
| ---- | -------- | ------------------ | --- | --- | --- | --- | --- | --- | --- | --- | --------- | ------- |
| 2013 | Audi     | R18 e-tron quattro | 1   | 1   | 1   | 1   | 1   | 2   | 1   | 2   | 207 (207) | 1-ий    |

| Рік  | Виробник | Шасі               | Автомобіль | SIL | SPA | LMS | COA | FUJ | SHA | BHR | SÃO | Сума очок | Позиція |
| ---- | -------- | ------------------ | ---------- | --- | --- | --- | --- | --- | --- | --- | --- | --------- | ------- |
| 2014 | Audi     | R18 e-tron quattro | 1          | Ret | 2   | 1   | 1   | 5   | 4   | 4   | 3   | 244       | 2-ий    |
| 2014 | Audi     | R18 e-tron quattro | 2          | Ret | 5   | 2   | 2   | 6   | 5   | 5   | 5   | 244       | 2-ий    |

### Формула E
Audi забезпечували заводську підтримку команди Abt Sportsline на FIA Formula E Championship, команда змагалася під назвою Audi Sport Abt Formula E Team у першому сезоні Формули E 2014—2015 років. 13 лютого 2014 року команда оголосила своїми пілотами Даніела Абта та водія Чемпіонату світу з витривалості Лукаса ді Грассі.
| Команда                       | Шасі                  | Водій           | CHI | MAL | URU | ARG | TBA | MIA  | LBH | MON | GER | GBR | Сума очок |
| ----------------------------- | --------------------- | --------------- | --- | --- | --- | --- | --- | ---- | --- | --- | --- | --- | --------- |
| Audi Sport Abt Formula E Team | Spark-Renault SRT 01E | Даніел Абт      | 10  | 10  | 15  |     |     | 2015 |     |     |     |     | 62        |
| Audi Sport Abt Formula E Team | Spark-Renault SRT 01E | Лукас ді Грассі | 1   | 2   | 3   |     |     | 2015 |     |     |     |     | 62        |

### Формула-1
Audi була пов'язана з Формулою-1 в останні роки, але завжди протистояла через думку компанії, що ці змагання не мають відношення до дорожніх автомобілів, однак технологія гібридного силового агрегату була прийнята у спорт, похитнувши точку зору компанії та заохочуючи дослідження в програмі керівника колишньої команди Ferrari — Стефано Доменікалі.

## Маркетинг

### Брендинг

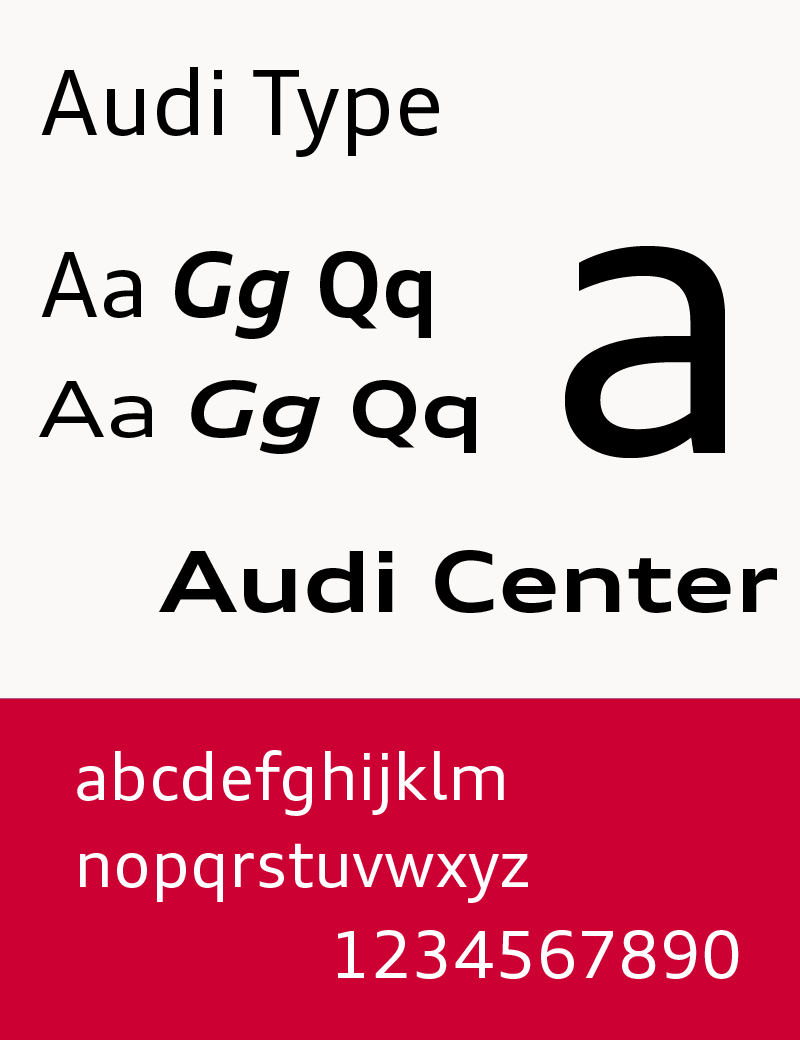
Шрифт Audi Type (використовується з 2009 року)

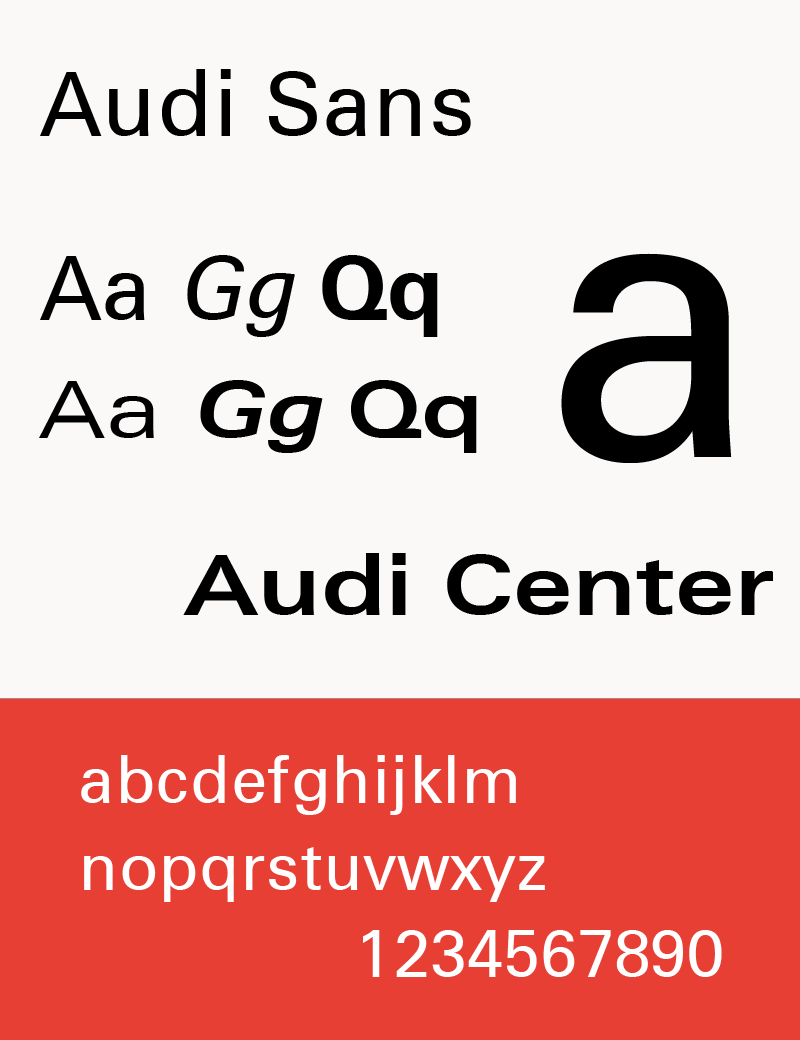
Шрифт Audi Sans (1997—2009)

Емблема Audi — це чотири кільця, які перекриваються, що представляють чотири марки концерну Auto Union. Емблема Audi символізує об'єднання Audi з DKW, Horch і Wanderer: перше кільце зліва представляє Audi, друге — DKW, третє — Horch, і четверте, останнє кільце — Wanderer. За загальною думкою дизайн вважається ідеєю Клауса фон Оертцена, директора з продажу компанії Wanderer. Ідея виникла тоді, коли Берлін був обраний як приймаюче місто для Літніх Олімпійських ігор 1936 року, а форма олімпійського логотипу символізувала бажання новоствореної Auto Union досягти успіху. Міжнародний олімпійський комітет пізніше подав на Audi до Міжнародного суду торгових марок у 1995 році, де він програв.
Оригінальний шрифт Audi з помітними похилими хвостами на літерах «A» і «d» був створений для старої компанії Audi у 1920 році відомим дизайнером Люсьєном Бернхардом, і був відроджений, коли Volkswagen відродив бренд у 1965 році. Після закриття NSU у 1977 році чотирьом кільцям приділяли менш значну увагу, на відміну від шрифту підпису Audi, вписаного в чорний (пізніше червоний) еліпс, і, як правило, зображався поряд з логотипом «Volkswagen», коли обидва бренди розділяли дилерську мережу під вивіскою V.A.G. Еліпс (відомий як Audi Oval) був скасований після 1994 року, коли Audi створили свою власну незалежну дилерську мережу, тоді популярність повернулась до чотирьох кілець. У той же час Audi Sans (гротескний шрифт, що походить від Univers) прийняли як шрифт для всіх маркетингових матеріалів, корпоративних комунікацій, а також використовувався на самих транспортних засобах.
У рамках святкування сторіччя Audi у 2009 році компанія оновила логотип, змінивши шрифт на Audi Type, висунутий зліва, та затінення для кілець, що перекриваються. Перероблений логотип був розроблений Райаном Абдуллою.
Audi розробили концепцію Corporate Sound зі студією звукозапису Audi Sound Studio, розробленою для здійснення Corporate Sound. Проєкт Corporate Sound розпочався зі звукового агентства Klangerfinder GmbH & Co KG та s12 GmbH. Звуки Audi були створені в студії звукозапису Klangerfinder у Штутгарті, що стала частиною Audi Sound Studio. До інших складових Audi Sound Studio належали музичний фон та голос бренду. Audi також розробили Sound Branding Toolkit, що містить у собі певні інструменти, звукові теми, ритм і звуки автомобілів, які повинні відображати звуковий характер Audi.

У 1996 році Audi почали використовувати «звук серця торгової марки». Оновлений логотип звукового сердечного ритму, розроблений агентствами KLANGERFINDER GmbH & Co KG зі Штутгарта та S12 GmbH із Мюнхена, і вперше був використаний у 2010 році в рекламі Audi A8 з гаслом «Мистецтво прогресу».

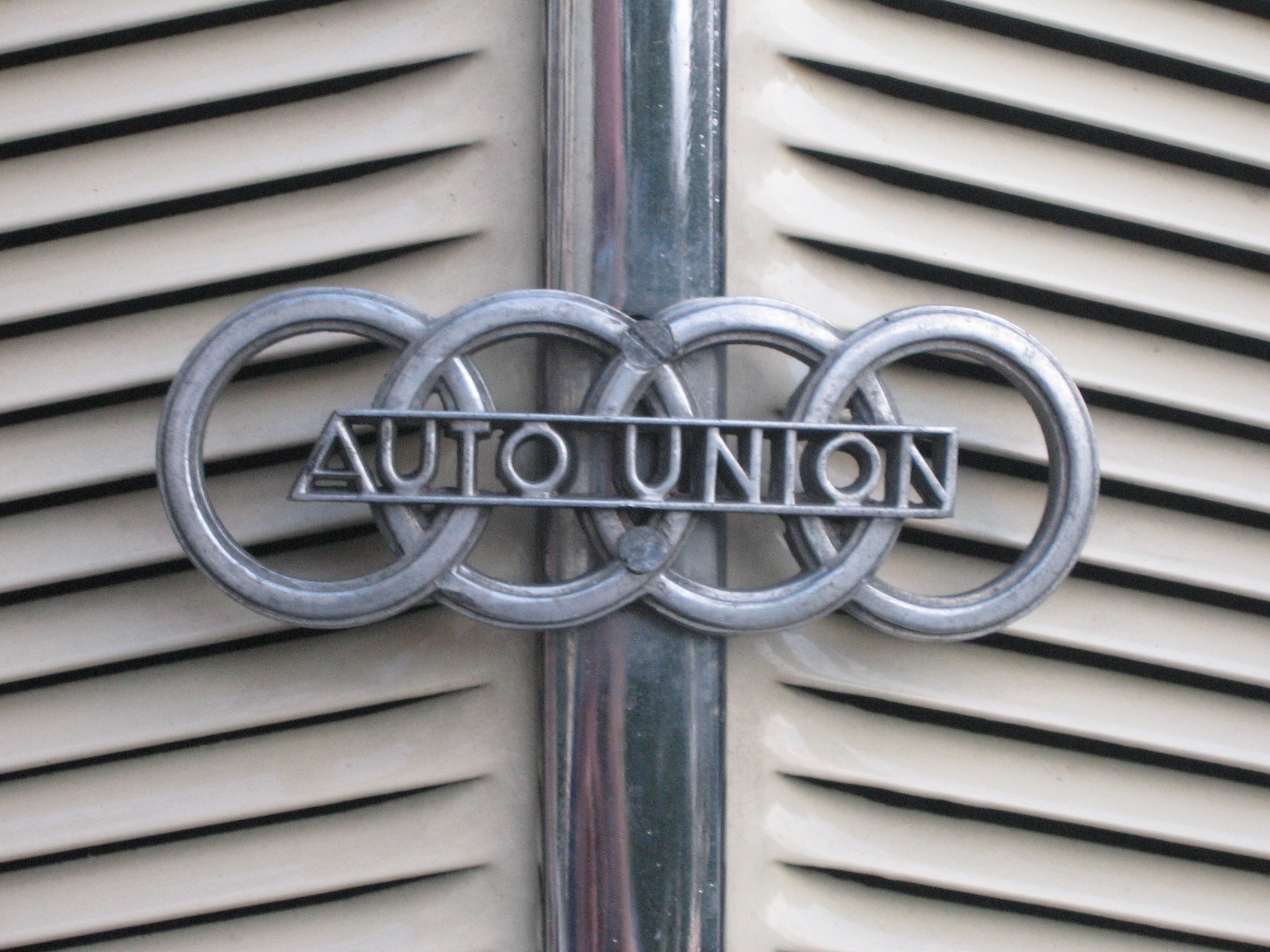
Логотип Auto Union (1949-1969)
Логотип (1978-1985)
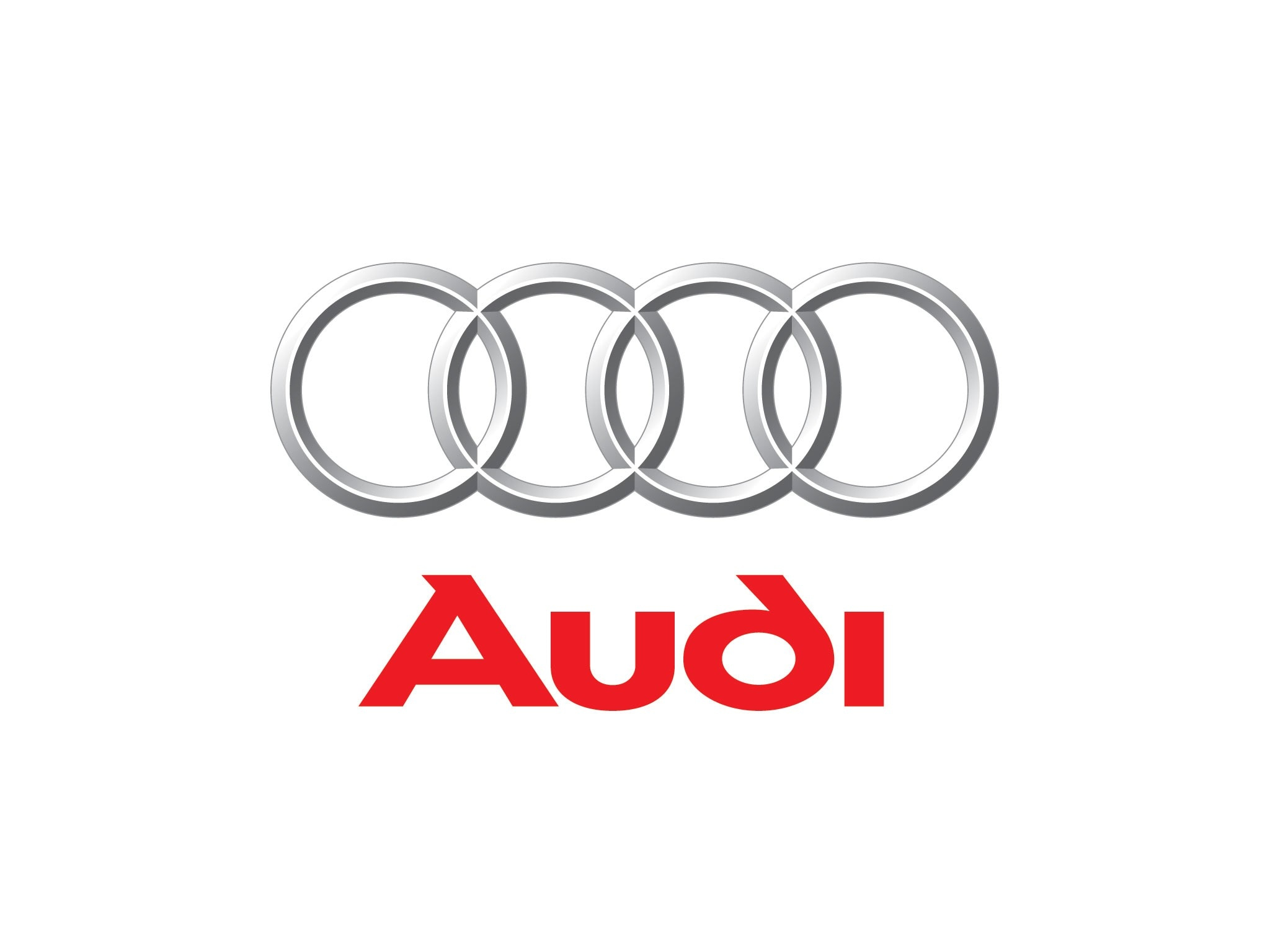
Логотип (1985-2009)
Логотип (2009-2016)
Логотип (з 2016)

### Гасла
Корпоративне гасло Audi — «Vorsprung durch Technik», що означає «Прогрес через технології». Німецькомовні гасла вживаються у багатьох європейських країнах, включаючи Велику Британію, а також й на інших ринках, таких як Латинська Америка, Океанія та частини Азії, включаючи Японію. Кілька років тому північноамериканським гаслом було «Інновація за допомогою технології», але в Канаді в рекламі використовувалося німецьке гасло «Vorsprung durch Technik». З 2007 року Audi використовує гасло «Правда в інженерії» у США. Однак, оскільки у вересні 2015 року виникла афера з маніпуляцією вихлопом Audi, це гасло був розкритиковане за невідповідність реальності. Через кілька годин після своєї ганьби генеральний директор «Volkswagen» Мартін Вінтеркорн зізнався про зміну даних про викиди, реклама під час Primetime Emmy Awards у 2015 році відображала останні досягнення Audi у галузі технологій низьких викидів із зазначенням: «Не так просто бути зеленим».
Вперше вона була використана в англомовній рекламі після того, як Сер Джон Хегарті з рекламного агентства Bartle Bogle Hegarty відвідав завод Audi у 1982 році. У оригінальному рекламному ролику британського телебачення фраза була озвучена Джеффрі Палмером. Після неодноразового використання в рекламних кампаніях ця фраза знайшла застосування у популярній культурі, включаючи британську комедію «Дурням везе», пісню U2 «Zooropa» та пісню гурту Blur «Parklife». Подібні фрази також використовували, зокрема, як жарт у фільмі «Карти, гроші та два стволи, що димлять» і в британському телесеріалі «Піп Шоу».

### Типографія
Audi Sans (гротескний шрифт на основі Univers Extended) був спочатку створений в 1997 році Оле Шефером для MetaDesign. У MetaDesign пізніше замовили новий корпоративний шрифт Audi Type, який розробили Пол ван дер Лаан та Пітер ван Росмален з Bold Monday. Цей шрифт став з'являтися на продукції та маркетингових матеріалах Audi 2009 року.

### Спонсорство
Audi є невід'ємним партнером різних видів спорту. У футболі існують тривалі партнерські відносини між Audi та вітчизняними клубами, серед яких Баварія, Гамбург, Нюрнберг, Герта та Боруссія Менхенгладбах, а також міжнародними клубами, включаючи Челсі, Реал, Барселону, Мілан, Аякс та Персеполіс. Audi також спонсорує зимові види спорту: Audi FIS Alpine Ski World Cup назвали на честь компанії. Крім того, Audi підтримує Німецьку лижну асоціацію (DSV), а також національні збірні з гірськолижного спорту Швейцарії, Швеції, Фінляндії, Франції, Ліхтенштейну, Італії, Австрії та США. Протягом майже двох десятиліть Audi сприяє розвитку гольфу: наприклад, з Audi quattro Cup та HypoVereinsbank Ladies German Open, представлені Audi. У вітрильному спорті Audi підтримує регату Medcup та команду на Luna Rossa під час серії Louis Vuitton Pacific Series, а також є основним спонсором вітрильника Melges 20. Крім того, Audi спонсорує регіональні команди ЕРК Інгольштадт (хокей) та Інгольштадт 04 (футбол). 2009 року, під час 100-річного ювілею Audi, компанія вперше організувала футбольний турнір Audi Cup. Audi також спонсорує бейсбольну команду Нью-Йорк Янкіз. У жовтні 2010 року вони погодились на три роки спонсорської угоди з Евертоном. Audi також спонсорує команду з поло England Polo Team та утримує Audi Polo Awards.

### Кампанія Multitronic
У 2001 році Audi пропагувала нову безступеневу трансмісію Multitronic за допомогою телевізійних рекламних роликів по всій Європі, в яких брали участь музикант та актор Елвіс Преслі. Прототипна фігура на панелі приладів, пізніше названа «Wackel-Elvis» («Wobble Elvis» або «Wobbly Elvis»), з'явилася в рекламних роликах, що демонстрували плавну поїздку на Audi, оснащеній трансмісією Multitronic. Фігура на панелі приладів була спочатку призначена для використання тільки в рекламних роликах, але після того, як вони замітили, що серед фанів збільшилась кількість шанувальників Wackel-Elvis, ця фігура стала масово виготовлятися в Китаї та продаватися Audi у їх заводському магазині.

### Audi TDI
Як частина пропаганди Audi своєї дизельної технології у 2009 році, компанія розпочала марафон Audi Mileage Marathon. На турі показали флот з 23 транспортних засобів з Audi TDI 4 моделей (Audi Q7 3.0 TDI, Audi Q5 3.0 TDI, Audi A4 3.0 TDI, Audi A3 Sportback 2.0 TDI з трансмісією S-tronic), що мандрували через американський континент від Нью-Йорка до Лос-Анджелеса, проїжджаючи через такі великі міста, як Чикаго, Даллас та Лас-Вегас, впродовж 13 щоденних етапів, а також природні чудеса, включаючи Скелясті гори, долину Смерті та Великий каньйон.
В рамках 2014 модельного року Audi TDI, що продавалися у США, випустили 3 телевізійних рекламних ролика («Станція», «Майбутнє», «Діапазон»). У 60-секундній рекламі «Станція» жінка на заправній станції підходить до дизельного насоса, щоб заправити свою Audi A6. Драматичним способом, люди, що йшли назустріч їй, не могли повірити, що розкішний автомобіль насправді є дизельним. Реклама закінчується гаслом: «Настав час переосмислити дизель — приєднатися до клубу». Ролик «Станція» з'явився у мережі та телебаченні 2013 року під час ефіру «Агенти Щ.И.Т.», «Американська сімейка», «Теорія великого вибуху», «Заручники», «Сини анархії» та NBC NFL Sunday Night Football. 15-секундна реклама «Діапазон» демонструє їзду з Нью-Йорка до Чикаго на одному баку палива, що складало приблизно 790 миль. У 15-секундній рекламній програмі «Майбутнє» глядачам показали потенціал чистого дизельного палива, яке є основною передовою розумною альтернативою вибору виду палива. Audi TDI забезпечує водіїв на 30 % кращою економією палива та дає діапазон безкомпромісної конструкції та продуктивності. На додаток до трьох нових телевізійних роликів, Audi також намагалися розвіяти найпоширеніші міфи про дизель — наявність АЗС, запах і сприйняття, пов'язані зі старішим поколінням дизельних транспортних засобів, слабкими показниками. Серія з чотирьох онлайн-відеороликів була показана протягом двох місяців на каналі YouTube Audi (https://www.youtube.com/audiusa [Архівовано 23 лютого 2017 у Wayback Machine.]). Ці ролики також з'явилися на The Washington Post та Slate.com у користувацькому інформаційному порталі впродовж 2013.10.31. На додаток до стандартних і високоефективних оголошень, контент включав користувацькі відео, статті та інфографіки, а також відповідні соціальні обговорення. Кампанія чистого дизелю Audi TDI також має друковані оголошення, які підкреслюють повідомлення «майбутнє палива сьогодні». Друковані оголошення будуть поміщені у вибраних автомобільних книжках восени 2013 року. Реклама «Станція» була представлена в Канаді у вересні 2013 року. «Станція» (також називають «Момент істини») була розроблена компаніями Venables Bell & Partners, Biscuit Filmworks та Final Cut.
Як частину 2014 модельного року Audi TDI, що продавалися у США, відбулося водійське випробування з Лос-Анджелеса до Нью-Йорка протягом близько 48 годин «Істина у 48» від дилера Audi Pacific, що почалося о 9 ранку 2013.09.07. Захід «Від узбережжя до узбережжя» використовував Audi A6 TDI, Audi A7 TDI і кросовер Audi Q5 TDI 2014 року як підтримувані транспортні засоби, з командою з восьми реєстраторів пробігу та чотирьох журналістів.

### Audi e-tron
Наступним етапом технології Audi є розвиток системи електричного силового приводу e-tron. З березня 2010 року вони продемонстрували кілька концепт-карів, кожен із яких мав різні розміри та продуктивність. Оригінальний концепт e-tron, представлений на Франкфуртському автосалоні 2009 року, базувався на платформі R8 і був призначений для обмеженого виробництва. Енергія забезпечувалася електричними двигунами на всіх чотирьох колесах. Другий концепт показали на автосалоні в Детройті у 2010 році. Енергія забезпечувалася двома електродвигунами на задній осі. Цей концепт також вважається напрямом для майбутнього середньомоторного бензинового 2-місного потужного купе. Концепт Audi A1 e-tron, оснований на серійній моделі Audi A1, є гібридним автомобілем з роторним двигуном Ванкеля для забезпечення енергії після розрядження акумулятора. Це єдиний концепт з трьох, що має варіанти розширення можливостей. Автомобіль рухається від передніх коліс, завжди використовуючи електроенергію.
Цей автомобіль з 5 січня виставили на показ Auto Expo 2012 в Нью-Делі, Індія. Він працює від 1,4-літрового двигуна і може долати відстань до 54 км за один заряд. e-tron також показали у блокбастері 2013 року «Залізна людина 3», на ньому їхав Тоні Старк (Залізна людина).

### У відеоіграх
Компанія Audi підтримує PlayStation Home, сервіс на базі онлайн-спільноти PlayStation 3, випустивши спеціальний Home space у європейській версії PlayStation Home. Audi — це перший автовиробник, який розробив простір для Home. 17 грудня 2009 року Audi випустили Audi Space як два простори: Audi Home Terminal і Audi Vertical Run. На Audi Home Terminal є телевізійний канал Audi, який забезпечує відеовміст, функція Internet Browser та вигляд на місто. Audi Vertical Run — це місце, де користувачі можуть отримати доступ до міні-гри Vertical Run, футуристичної міні-гри з концептом Audi e-tron. Гравці збирають енергію та їдуть на максимально можливій швидкості, а найшвидші гравці виграють місце в апартаментах Audi, розташованих у великій вежі в центрі Audi Space. В терміналах Home Terminal та Vertical Run є телепорти, за допомогою яких користувачі можуть телепортуватись назад і вперед між двома просторами. Audi додали додатковий вміст у 2010 році.

## Статистика продажу
- Загалом протягом 2009 року було продано 932,260 автомобілів Audi, а в 2008 — 1,029,041, тобто продажі знизились на 9,4 %[4]
- У 2012 році компанія реалізувала приблизно 1,455,100 преміальних автомобілів в усьому світі, що на 11,7 % більше, ніж у попередньому році[5]
- У першому півріччі 2014 року продажі Audi зросли на 11,4 %, до 869,350 одиниць. В червні компанія реалізувала близько 155,450 автомобілів в усьому світі, що на 10,8 % більше за аналогічний період 2013 року. Найбільший приріст припав на США — 21,2 %[6].
- Продажі компанії Audi в липні 2014 року зросли на 9,7 %, порівняно з аналогічним періодом 2013 року, до 144,000 автомобілів. В Європі реалізація зросла на 5,4 %, в Азії та Тихоокеанському районі на 16,2 %, а в Північній Америці на 12,1 %. За 7 місяців 2014 року було вже продано 1,013,350 автомобілів (+11,1 %)[7].
- У серпні 2014 року компанія Audi реалізувала по всьому світі 125,300 автомобілів, що на 5,6 % більше, ніж в серпні 2013 року. З початку року продажі виросли на 10,5 %, до 1,138,700 автомобілів[8].
- За перші 9 місяців 2014 року, компанія Audi Group продала 1,298,650 автомобілів, що на 118,200 більше, ніж за аналогічний період 2013 року. Таким чином приріст продажів зріс на 10 %, а рентабельність продажів зросла до 9,7 %. В свою чергу, дохід виробника за цей період склав 39,3 млрд євро (+6,3 %), а операційний прибуток — 3,8 млрд євро[9].
- У листопаді 2014 року компанія Audi реалізувала 146,250 нових автомобілів, що на 10,8 % більше, ніж в листопаді 2013 року. З початку 2014 року продажі німецької марки виросли на 10,1 %, до 1,591,100 автомобілів[10].
- У січні 2015 року компанія Audi реалізувала по всьому світі 137,700 автомобілів, що на 10,3 % більше, ніж за аналогічний період у 2014 році. Найбільший приріст був зафіксований в Північній та Південній Америці (+15,1 %)[11].
- Світові продажі компанії Audi в першому кварталі 2015 року склали 438,229 автомобілів, що на 6,1 % більше, ніж за аналогічний період 2014 року. За цей період преміум-виробник отримав дохід в 14,651 млрд євро (+13,1 %)[12].
- З січня по квітень 2015 року Audi AG реалізувала в усьому світі 591 тисячу автомобілів (+5,2 %)[13].
- За першу половину 2015 року компанії Audi AG вдалося реалізувати в усьому світі 902,400 автомобілів, що на 3,8 % більше, ніж за аналогічний період 2014 року. В червні поставки склали 157,450 одиниць, що на 1,3 % більше, ніж за аналогічний період у 2014 році[14].

|        | Червень |         |        | 1-ше півріччя |         |        |
| ------ | ------- | ------- | ------ | ------------- | ------- | ------ |
|        | 2015    | 2014    |        | 2015          | 2014    |        |
| Всього | 157 450 | 155 459 | +1,3 % | 902 400       | 869 357 | +3,8 % |

## Цікаві факти
- «Найменший» двигун Audi, який встановлюється на модель A3, водночас є одним із найпотужніших у класі — 1.2-літровий TFSI-двигун розвиває потужність 110 к.с., забезпечуючи розгін від 0 до 100 км/год за 9,9 сек. і розвиваючи максимальну швидкість 198 км/год.[15]
- Компанія Audi і група німецьких вчених (Part-Time Scientists) створили новий повнопривідний місячний всюдихід lunar quattro. Побудований з алюмінію, він має літій-іонний акумулятор, а також регульовані сонячні батареї. Транспортний засіб оснащено 4 електромоторами, котрі дозволяють розвивати максимальну швидкість 3,6 км/год. На борту lunar quattro встановлено дві стереоскопічні камери, наукова камера[16]. lunar quattro повинен вирушити на Місяць в 2017 році, де повинен приземлитись на місці посадки знаменитого корабля «Аполлон 17». Якщо місячний «трактор» зможе успішно приземлитися і подолати по поверхні не менше 500 метрів, то його творці зможуть отримати приз Google Lunar XPRIZE в розмірі 30 млн доларів США[17].

## Продукція Audi

### Дорожні автомобілі
- 1910—1912 Audi Typ A
- 1911—1917 Audi Typ B
- 1912—1925 Audi Typ C
- 1911—1920 Audi Typ D
- 1911—1924 Audi Typ E
- 1914—1926 Audi Typ G
- 1921—1926 Audi Typ K
- 1924—1928 Audi Typ M
- 1927—1929 Audi Typ R
- 1929—1932 Audi Typ SS
- 1930—1932 Audi Typ T
- 1931 Audi Typ P
- 1933—1934 Audi Front 220
- 1935—1938 Audi Front 225
- 1938—1940 Audi 920
- 1965—1972 Audi F103
- 1968—1976 Audi 100 C1 F104
- 1970—1976 Audi 100 Coupé S C1/F105
- 1972—1976 Audi 80 B1 Typ 80
- 1974—1978 Audi 50 Typ 86
- 1976—1978 Audi 80 B1 Typ 82
- 1976—1982 Audi 100 C2 Typ 43
- 1978—1984 Audi 80 B2 Typ 81/85
- 1979—1982 Audi 200 C2 Typ 43
- 1980—1988 Audi Coupé B2 Typ 81C/85C
- 1980—1991 Audi quattro B2/Typ 85Q
- 1982—1991 Audi 100 C3 Typ 44
- 1983—1991 Audi 200 C3 Typ 44
- 1984—1985 Audi Sport quattro Typ 85Q
- 1984—1988 Audi 80 B2 Typ 81/85
- 1984—1986 Audi 90 B2 Typ81/85
- 1986—1991 Audi 80 B3 Typ89/8A
- 1987—1991 Audi 90 B3 Typ89/8A
- 1988—1994 Audi V8 D11/4C
- 1988—1996 Audi Coupé B3 8B/Typ 89C
- 1989—1991 Audi 200 quattro 20V C3
- 1990—1994 Audi 100 C4 4A
- 1990—1995 Audi S2 Coupé B3/8B/Typ 89C
- 1991—1994 Audi 80 B4 8C
- 1991—1994 Audi S4 C4
- 1991—2000 Audi Cabriolet 89/8G
- 1992—1994 Audi S4 Avant C4
- 1992—1995 Audi 80 Avant B4
- 1993—1995 Audi S2 B4
- 1993—1995 Audi S2 Avant B4/8C
- 1994—1996 Audi RS2 Avant B4/8C
- 1994—1997 Audi A6 C4 4A
- 1994—1997 Audi S6 C4
- 1994—1997 Audi S6 Avant C4
- 1994—2000 Audi A4 B5 8D
- 1994—2002 Audi A8 D2 D2/4D
- 1996—2001 Audi A4 Avant B5
- 1996—2002 Audi S8 D2/4D
- 1996—2003 Audi A3 8L
- 1997—2004 Audi A6 C5 4B
- 1998—2006 Audi TT 8N
- 1999—2004 Audi S6 C5/4B
- 1999—2005 Audi A2 8Z
- 1999—2005 Audi S6 Avant C5/4B
- 1999—2006 Audi allroad quattro 4B
- 2000—2002 Audi RS4 B5/8D
- 2000—2004 Audi A4 B6 8E
- 2002—2004 Audi RS6 C5/4B
- 2002—2004 Audi RS6 Avant C5/4B
- 2002—2006 Audi A4 Cabriolet B6/8H
- 2002—2010 Audi A8 D3 D3/4E
- 2003 Audi S4 B6/8E
- 2003—2012 Audi A3 8P/AU350
- 2004—2007 Audi A4 B7 8E
- 2004—2008 Audi A4 Avant B7
- 2004—2008 Audi RS4 B7/8E
- 2004—2009 Audi S4 B7/8E
- 2004—2011 Audi A6 C6 4F
- 2004—2012 Audi A3 Sportback 8PA/AU353
- 2005—2015 Audi Q7 4L
- 2006—2009 Audi A4 Cabriolet B7/8H
- 2006—2009 Audi S4/Audi RS4 Cabriolet B7/8H
- 2006—2009 Audi RS4 Avant B7/8E
- 2006—2010 Audi S8 D3/4E
- 2006—2010 Audi S6 C6/4F
- 2006—2011 Audi A6 allroad quattro C6/4F
- 2006—2014 Audi TT 8J
- 2006—2015 Audi R8 Typ 42
- 2007—2015 Audi A4 B8 8K
- 2007—2016 Audi A5 8T
- 2007- Audi S5 8T
- 2008—2010 Audi RS6 C6/4F
- 2008—2010 Audi S6 Avant C6/4F
- 2008—2010 Audi RS6 Avant C6/4F
- 2008—2013 Audi A3 Cabriolet 8P
- 2008—2016 Audi Q5 8R
- 2008- Audi TTS 8J
- 2009—2015 Audi S4 B8/8K
- 2009—2015 Audi S4 Avant B8/8K
- 2009—2016 Audi A4 allroad quattro B8/8K
- 2009—2016 Audi A5 Cabriolet 8F
- 2009- Audi TT RS 8J
- 2010—2015 Audi R8 Spyder Typ 42
- 2010- Audi A1 8X
- 2010- Audi A7 4G
- 2010—2017 Audi A8 D4 D4/4H
- 2010- Audi RS5 8T
- 2011- Audi A6 C7 C7
- 2011- Audi Q3 8U
- 2012—2015 Audi RS4 Avant B8/8K
- 2012- Audi A3 8V
- 2012- Audi A6 allroad quattro C7
- 2012- Audi S8 D4/4H
- 2012- Audi S6 C7/4G
- 2012- Audi S6 Avant C7/4G
- 2012- Audi S7 4G8
- 2013- Audi RS6 Avant C7/4G
- 2013- Audi S3 8V
- 2013- Audi SQ5 B9
- 2013- Audi RS Q3
- 2013- Audi RS7
- 2014- Audi TT FV
- 2014- Audi A3 Cabriolet 8V
- 2015- Audi A4 B9 8W
- 2015- Audi R8 4S
- 2015- Audi Q7 4M
- 2015- Audi S1 8X
- 2015- Audi SQ7 4M
- 2016- Audi A4 allroad quattro B9/8W
- 2016- Audi A5 F5
- 2016- Audi A5 Cabriolet F5
- 2016- Audi R8 Spyder Typ 4S
- 2016- Audi S4 B9/8W
- 2016- Audi S4 Avant B9/8W
- 2016- Audi Q2 GA
- 2017- Audi RS3 8V
- 2017- Audi Q5 FY
- 2017- Audi S5 F5
- 2017- Audi A8 D5

### Моделі "e-tron"
- 2018 - Audi Q8 e-tron
- 2020 - Audi e-tron GT
- 2021 - Audi Q4 e-tron
- 2022 - Audi Q5 e-tron
- 2023 - Audi Q6 e-tron

#### Для США та Канади
- Audi Fox (ідентичний Audi 80 B1)
- Audi 4000 (ідентичний Audi 80 B2)
- Audi 5000 (ідентичний Audi 100 C2 та C3)

#### Для Південно-Африканської Республіки
- Audi 500 (ідентичний Audi 100 C3)

### Гоночні автомобілі
- 1999 — Audi R8C
- 1999 — Audi R8R
- 2000 — Audi R8
- 2006 — Audi R10 TDI
- 2009 — Audi R15 TDI
- 2011 — Audi R18 TDI
- 2012 — Audi R18 E-tron Quattro

### Технології та прототипи
- Audi Karmann Asso di Picche (1973)
- Audi Quartz (1981)
- Audi Studie Auto 2000 (1981)
- Audi Duo (гібридний автомобіль на базі 100 Avant quattro з бензиновим та електричним двигунами) (1989)
- Audi quattro spyder (1991)
- Audi Avus quattro (1991)
- Audi ASF (Audi Space Frame) (1993)
- Audi TT Concept (1995)
- Audi TTS Roadster (1995)
- Audi AL2 Open End (1997)
- Audi AL2 (1997)
- Audi Steppenwolf (Audi) (2000)
- Audi Rosemeyer (2000)
- Audi Avantissimo (2001)
- Audi Nuvolari quattro (2003)
- Audi Pikes Peak quattro (2003)
- Audi Le Mans quattro (2003)
- Audi RSQ (2004, побудований тільки для фільму «Я, робот»)
- Audi A2H2 (2004)
- Audi Allroad quattro Concept (2005)
- Audi Q7 Hybrid Concept (2005)
- Audi Shooting Brake Concept (2005)
- Audi Roadjet Concept (2006)
- Audi Q7 V12 TDI (2006)
- Audi Cross Coupé quattro (2007)
- Audi TT clubsport quattro (2007)
- Audi project quattro (2007)
- Audi Cross Cabriolet quattro (2007)
- Audi A1 project quattro (2007)
- Audi R8 V12 TDI Concept (2008)
- Audi Q7 Coastline (2008)
- Audi A3 TDI clubsport (2008)
- Audi A1 Sportback Concept (2008)
- Audi Sportback Concept (2009)
- Audi e-tron (Frankfurt Showcar) (2009)
- Audi Kompakt-e-tron (2009)
- Audi Cross concept (2009)
- Audi A1 e-tron (2010)
- Audi quattro Concept (2010)
- Audi e-tron spyder (2010)
- Audi A2 Concept (2011)
- Audi A3 Concept (2011)
- Audi A1 clubsport quattro (2011)
- Audi Urban Spyder (2011)
- Audi Sport quattro concept (2013)

### Сучасні двигуни
| Двигун                          | Автомобіль, на який встановлюється |
| ------------------------------- | ---------------------------------- |
| 1.2 TFSI (85 к.с.; 63 кВт)      | A1                                 |
| 1.2 TFSI (104 к.с.; 77 кВт)     | A3                                 |
| 1.4 TFSI (120 к.с.; 90 кВт)     | A1                                 |
| 1.4 TFSI (123 к.с.; 92 кВт)     | A3                                 |
| 1.4 TFSI (182 к.с.; 136 кВт)    | A1                                 |
| 1.6 (101 к.с.; 75 кВт)          | A3                                 |
| 1.8 TFSI (118 к.с.; 88 кВт)     | A4                                 |
| 1.8 TFSI (158 к.с.; 118 кВт)    | A3, A4, A5                         |
| 2.0 TFSI (168 к.с.; 125 кВт)    | Q3                                 |
| 2.0 TFSI (178 к.с.; 132 кВт)    | A5, Q5                             |
| 2.0 TFSI (197 к.с.; 147 кВт)    | A3                                 |
| 2.0 TFSI (208 к.с.; 155 кВт)    | A4, A5, TT, Q3, Q5                 |
| 2.0 TFSI (261 к.с.; 195 кВт)    | S3                                 |
| 2.0 TFSI (268 к.с.; 200 кВт)    | TTS                                |
| 2.5 TFSI (335 к.с.; 250 кВт)    | RS 3, TT RS                        |
| 2.8 FSI (201 к.с.; 150 кВт)     | A7                                 |
| 3.0 TFSI (268 к.с.; 200 кВт)    | Q7                                 |
| 3.0 TFSI (286 к.с.; 213 кВт)    | A6, A8                             |
| 3.0 TFSI (296 к.с.; 221 кВт)    | A6, A7                             |
| 3.0 TFSI (328 к.с.; 245 кВт)    | S4, S5, Q7, A6                     |
| 3.2 FSI (261 к.с.; 195 кВт)     | A4, A5                             |
| 3.2 FSI (266 к.с.; 199 кВт)     | Q5                                 |
| 4.0 TFSI (414 к.с.; 309 кВт)    | S6, S7                             |
| 4.0 TFSI (513 к.с.; 382 кВт)    | S8                                 |
| 4.2 FSI (349 к.с.; 260 кВт)     | S5                                 |
| 4.2 FSI (367 к.с.; 274 кВт)     | A8                                 |
| 4.2 V8 FSI (424 к.с.; 316 кВт)  | R8 V8                              |
| 4.2 FSI (444 к.с.; 331 кВт)     | RS 5                               |
| 5.2 FSI (444 к.с.; 331 кВт)     | S6                                 |
| 5.2 V10 FSI (518 к.с.; 386 кВт) | R8 V10                             |
| 5.2 V10 FSI (552 к.с.; 412 кВт) | R8 GT                              |
| 6.3 W12 (493 к.с.; 368 кВт)     | A8L                                |

| Двигун                          | Автомобіль, на який встановлюється |
| ------------------------------- | ---------------------------------- |
| 1.6 TDI (104 к.с.; 77 кВт)      | A1, A3                             |
| 2.0 TDIe (134 к.с.; 100 кВт)    | A4                                 |
| 2.0 TDI (138 к.с.; 103 кВт)     | A3, Q3                             |
| 2.0 TDI (141 к.с.; 105 кВт)     | A4, Q5                             |
| 2.0 TDI (168 к.с.; 125 кВт)     | A3, A4, A5, TT, Q5                 |
| 2.0 TDI (175 к.с.; 130 кВт)     | A6, Q3                             |
| 2.7 TDI (187 к.с.; 140 кВт)     | A4, A5, A6                         |
| 3.0 TDI (201 к.с.; 150 кВт)     | A6, A7                             |
| 3.0 TDI (237 к.с.; 177 кВт)     | A4, A5, A6, Q5, Q7                 |
| 3.0 TDI (242 к.с.; 180 кВт)     | A6, A7                             |
| 3.0 TDI (247 к.с.; 184 кВт)     | A8                                 |
| 4.2 TDI (335 к.с.; 250 кВт)     | Q7                                 |
| 4.2 TDI (345 к.с.; 257 кВт)     | A8                                 |
| 6.0 TDI V12 (493 к.с.; 368 кВт) | Q7 V12                             |

## Галерея
|  |  |  |  |
|  |  |  |  |
|  |  |  |  |
|  |  |  |  |
|  |  |  |  |
|  |  |  |  |
|  |  |  |  |
|  |  |  |  |
|  |  |  |  |
|  |  |  |  |
|  |  |  |  |
|  |  |  |  |
|  |  |  |  |
|  |  |  |  |
|  |  |  |  |
|  |  |  |  |
|  |  |  |  |
|  |  |  |  |
|  |  |  |  |
|  |  |  |  |
|  |  |  |  |
|  |  |  |  |
|  |  |  |  |
|  |  |  |  |
|  |  |  |  |
|  |  |  |  |
|  |  |  |  |
|  |  |  |  |
|  |  |  |  |
|  |  |  |  |
|  |  |  |  |
|  |  |  |  |
|  |  |  |  |
|  |  |  |  |

|  |  |  |  |
|  |  |  |  |

|  |  |  |  |
|  |  |  |  |

|  |  |  |  |
|  |  |  |  |
|  |  |  |  |
|  |  |  |  |
|  |  |  |  |
|  |  |  |  |
|  |  |  |  |